# Histoire militaire de l'Italie pendant la Seconde Guerre mondiale

L'Italie et ses colonies avant la Seconde Guerre mondiale sont représentées en rouge. Des zones roses ont été occupées ou annexées à la suite de plusieurs campagnes militaire entre 1940 et 1943 (la concession de Tientsin en Chine n'est pas illustrée).

La participation de l'Italie à la Seconde Guerre mondiale était caractérisée par un cadre complexe d'idéologie, de politique et de diplomatie, tandis que ses actions militaires étaient souvent fortement influencées par des facteurs externes. L'Italie a rejoint la guerre en tant que l'une des puissances de l'Axe en 1940, lors de la reddition de la France, avec un plan de concentration des forces italiennes en vue d'une offensive majeure contre l'Empire britannique en Afrique et au Moyen-Orient, tout en s'attendant à l'effondrement du Royaume-Uni sur le théâtre européen. Les Italiens ont bombardé la Palestine mandataire, envahi l'Égypte et occupé le Somaliland britannique en remportant leurs premiers succès. Cependant, les actions allemandes et japonaises en 1941 ont conduit respectivement à l'entrée de l'Union soviétique et États-Unis dans la guerre, ruinant ainsi le plan italien et reportant indéfiniment l'objectif de forcer la Grande-Bretagne à accepter un traité de paix négocié.
Le dictateur italien Benito Mussolini était conscient que l'Italie (dont les ressources avaient été réduites par des interventions militaires d'avant la Seconde Guerre mondiale, quoique réussies, en Espagne, en Éthiopie et en Albanie) n'était pas prête pour un long conflit. Il choisit cependant de rester dans la guerre car les ambitions impériales du régime fasciste, qui aspirait à restaurer l'Empire romain en Méditerranée (la Mare nostrum), étaient partiellement satisfaites à la fin de 1942. À ce stade, l'influence italienne s'est étendue dans toute la Méditerranée. La Libye avait été pacifiée sous les fascistes et subissait la loi du régime italien. Un régime nationaliste militaire amical avait été installé en Espagne, un régime fantoche installé en Croatie après l'invasion germano-italienne de la Yougoslavie. L'Albanie, Ljubljana, la Dalmatie côtière et le Monténégro ont été directement annexés à l'État italien. La plus grande partie de la Grèce avait été occupée par l'Italie après la guerre gréco-italienne et la bataille de Grèce, tout comme les territoires français de Corse et de Tunisie après l'effondrement du régime de Vichy et l'occupation de la France libre par les forces allemandes. Enfin, les forces italo-allemandes ont remporté de grandes victoires contre les insurgés en Yougoslavie et ont occupé des parties de l'Égypte sous contrôle britannique lors de leur poussée vers El-Alamein après leur victoire à Gazala.
Cependant, les conquêtes de l'Italie ont toujours été fortement contestées, à la fois par diverses insurrections (principalement la résistance grecque et les partisans yougoslaves) et les forces militaires alliées, qui ont mené la bataille de la Méditerranée pendant et au-delà de la participation de l'Italie. Finalement, l'empire italien s'est effondré après des défaites désastreuses dans les campagnes d'Europe de l'Est et d'Afrique du Nord. En juillet 1943, à la suite de l'invasion alliée de la Sicile, Mussolini est arrêté sur ordre du roi Victor Emmanuel III, provoquant une guerre civile. L'armée italienne en dehors de la péninsule s'est effondrée, ses territoires occupés et annexés tombant sous contrôle allemand. L'Italie capitule devant les Alliés le 3 septembre 1943.
La moitié nord du pays a été occupée par les Allemands avec l'aide des fascistes qui mirent en place un État fantoche collaborationniste (avec plus de 500 000 soldats réquisitionnés pour l'Axe), tandis que le sud était gouverné par des forces monarchistes, qui ont combattu pour la cause alliée comme l'armée co-belligérante italienne (comptant plus de 50 000 hommes à son apogée), aidée par environ 350 000  partisans (principalement d'anciens soldats de l'armée royale italienne) d'idéologies politiques disparates qui opéraient dans toute l'Italie. Le 28 avril 1945, Benito Mussolini est exécuté par des partisans italiens, deux jours avant le suicide d'Adolf Hitler.

## Contexte

### Ambitions impériales

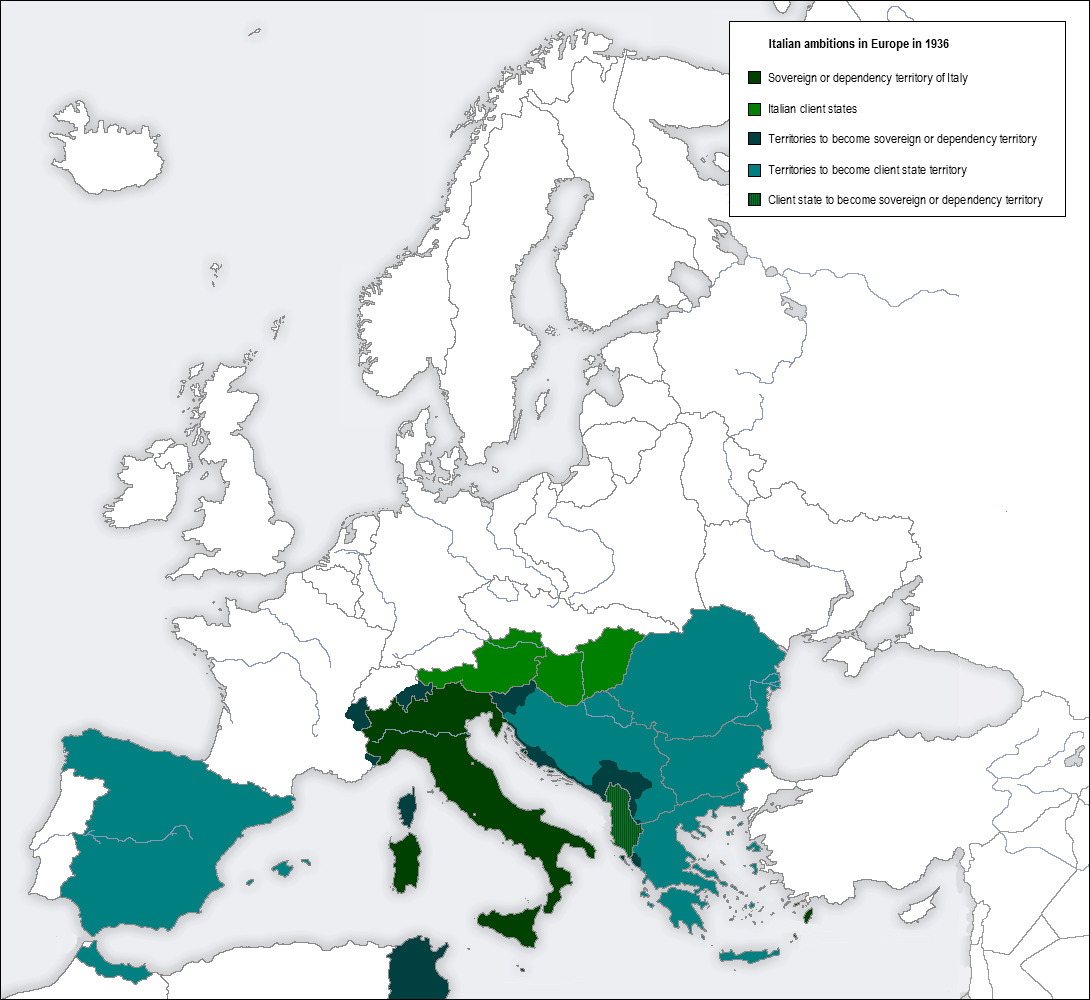
Ambitions de l'Italie fasciste en Europe en 1936.

À la fin des années 1920, le Premier ministre italien Benito Mussolini estime d'un besoin urgent de relancer l'expansion impériale, prétendant que l'Italie avait besoin d'un débouché pour sa « population excédentaire » et qu'il serait donc dans l'intérêt des autres pays d'aider à cette expansion. L'aspiration immédiate du régime était « l'hégémonie politique dans la région méditerranéenne – danubienne – balkanique », Mussolini imaginant une conquête plus grandiose « d'un empire s'étendant du détroit de Gibraltar au détroit d'Ormuz ». L'hégémonie balkanique et méditerranéenne était prédite par l'ancienne domination romaine dans les mêmes régions. Des projets consistaient à mettre en place un protectorat en Albanie, une annexion de la Dalmatie, ainsi qu'un contrôle économique et militaire de la Yougoslavie et de la Grèce. Le régime a également cherché à établir des relations protectrices patron-client avec l'Autriche, la Hongrie, la Roumanie et la Bulgarie, qui se situaient toutes à l'extérieur de sa sphère d'influence européenne. Bien que cela ne fût pas parmi ses objectifs proclamés publiquement, Mussolini souhaitait contester la suprématie de la Grande-Bretagne et de la France dans la mer Méditerranée, considérée comme stratégiquement vitale, car la Méditerranée était le seul canal de l'Italie vers les océans Atlantique et Indien.
En 1935, l'Italie initia la deuxième guerre italo-éthiopienne, « une campagne coloniale du XIXe siècle menée hors du temps ». La campagne suscita un discours optimiste sur la constitution d'une armée éthiopienne « pour aider à conquérir » le Soudan anglo-égyptien. La guerre marqua également un virage vers une politique étrangère italienne plus agressive, « exposant également les vulnérabilités » des territoires britanniques et français. Cela créa l'occasion que Mussolini espérait pour commencer à réaliser ses objectifs impériaux,.
En 1936, la guerre civile espagnole éclata. Dès le début, l'Italie joua un rôle important dans le conflit. Sa contribution militaire fut si importante qu'elle joua un rôle décisif dans la victoire des forces rebelles dirigées par Francisco Franco. Mussolini s'était engagé dans une « guerre externe à grande échelle » en raison de l'insinuation de la future soumission espagnole à l'Empire italien, et comme un moyen de placer le pays sur un pied de guerre, en créant « une culture guerrière». Les séquelles de la guerre en Éthiopie entrainèrent une réconciliation germano-italienne après des années de relations précédemment tendues, aboutissant à la signature d'un traité d'intérêt mutuel en novembre 1937. Le traité fut le résultat d'une dépendance croissante à l'égard du charbon allemand à la suite des sanctions de la Société des Nations, de politiques similaires entre les deux pays à propos du conflit en Espagne et de la sympathie allemande envers l'Italie à la suite de la réaction européenne à la guerre d'Éthiopie. Les suites du traité virent les liens croissants entre l'Italie et l'Allemagne, et la chute définitive de Mussolini sous l'influence d'Adolf Hitler, influence « dont il ne réchappera jamais,,».
En octobre 1938, au lendemain des Accords de Munich, l'Italie requit des concessions à la France. Celles-ci comprenaient un port franc à Djibouti, le contrôle de la voie ferrée Addis-Abeba-Djibouti, la participation italienne à la gestion de la Compagnie universelle du canal maritime de Suez, une certaine forme de copropriété franco-italienne sur la Tunisie française et la préservation de la culture italienne en Corse sans assimilation française des personnes. Les Français refusèrent les demandes, estimant que la véritable intention italienne était l'acquisition territoriale de Nice, de la Corse, de la Tunisie et de Djibouti. Le 30 novembre 1938, le ministre des Affaires étrangères Galeazzo Ciano s'adressa à la Chambre des députés sur les « aspirations naturelles du peuple italien », et fut accueilli par des cris de « Nice ! Corse ! Savoie ! Tunisie ! Djibouti ! Malte !». Plus tard dans la journée, Mussolini s'adressa au Grand Conseil du fascisme au sujet des « objectifs immédiats du dynamisme fasciste », à savoir l'Albanie, la Tunisie, la Corse (partie intégrante de la France), le Tessin (canton de Suisse) et tout territoire français à l'est du Var, y compris Nice, mais la Savoie n'est pas évoquée.
À partir de 1939, Mussolini affirma le besoin d'un accès incontesté aux océans et aux voies de navigation du monde pour assurer sa souveraineté nationale. Le 4 février 1939, il s'adressa au Grand Conseil à huis clos et prononça un long discours sur les affaires internationales et les objectifs de sa politique étrangère, « qui est comparable à la disposition notoire d'Hitler, rédigée par le colonel Hossbach ». Il commença par affirmer que la liberté d'un pays est proportionnelle à la force de sa marine, suivi par « la complainte familière que l'Italie est prisonnière en Méditerranée», en qualifiant la Corse, la Tunisie, Malte et Chypre de « barreaux de cette prison » et décrivant Gibraltar et Suez comme les gardiens de la prison,. Pour briser le contrôle britannique, ses bases sur Chypre, Gibraltar, Malte et en Egypte (contrôlant le canal de Suez) devraient être neutralisées. Le 31 mars, Mussolini déclara au sujet du pays « qu'il ne sera pas vraiment une nation indépendante tant qu'il y aura la Corse, Bizerte, Malte comme barreaux de sa prison méditerranéenne et Gibraltar et Suez servant de murs ». La politique étrangère fasciste tenait pour acquis que les démocraties — la Grande-Bretagne et la France — devraient un jour être confrontées,,. Grâce à la conquête armée, l'Afrique du Nord italienne et l'Afrique orientale italienne — séparées par le Soudan anglo-égyptien — seront liées et la prison méditerranéenne détruite. L'Italie pourra alors conquérir de nouveaux territoires « soit vers l'océan Indien via le Soudan et l'Abyssinie, soit vers l'Atlantique en passant par l'Afrique du Nord française».
Dès septembre 1938, l'armée italienne avait élaboré des plans pour envahir l'Albanie. Le 7 avril 1939, les forces italiennes débarquèrent dans ce pays et, en l'espace de trois jours, en occupèrent la majorité. L'Albanie représentait un territoire que l'Italie voulait acquérir afin d'en faire un « nouvel espace de vie pour atténuer sa surpopulation », le pays étant aussi un point stratégique - position nécessaire - pour déclencher d'autres conflits expansionnistes dans les Balkans. Le 22 mai 1939, l'Italie et l'Allemagne signèrent le Pacte d'acier joignant les deux pays dans une alliance militaire. Le pacte était l'aboutissement des relations germano-italiennes depuis 1936 et n'était pas de nature défensive. Au contraire, il fut élaboré en vue d'une « guerre commune contre la France et la Grande-Bretagne », bien qu'un tel conflit ne devait pas avoir lieu avant plusieurs années selon la hiérarchie italienne. Cependant, malgré l'impression italienne, le pacte ne fit aucune référence à un projet de paix limitée et les Allemands poursuivirent leur projet d'envahir la Pologne.

### Force industrielle
Selon les estimations du sous-secrétaire de Mussolini à la production de guerre, Carlo Favagrossa (en), l'Italie ne pourrait pas être préparée aux grandes opérations militaires avant au moins octobre 1942. Cela avait été clairement indiqué lors des négociations italo-allemandes lors du pacte d'acier, selon lesquelles aucun des signataires ne devait faire la guerre sans l'autre avant 1943. Bien que considéré comme une grande puissance, le secteur industriel italien était relativement faible par rapport aux autres grandes puissances européennes. L'industrie italienne ne représentait pas plus de 15% de celle de la France ou de la Grande-Bretagne dans des domaines militairement critiques tels que la production automobile : le nombre d'automobiles dans le pays avant la guerre se chiffrait à environ 374 000, contre environ 2 500 000 en Grande-Bretagne et en France. L'absence d'une industrie automobile rendra difficile la mécanisation de ses forces armées. L'Italie disposait encore d'une économie essentiellement agricole, avec une démographie plus proche d'un pays en développement (analphabétisme élevé, pauvreté, croissance démographique rapide et forte proportion d'adolescents) et une proportion du PNB provenant de l'industrie inférieure à celle de la Tchécoslovaquie, du royaume de Hongrie et de la Suède, sans compter les principales grandes puissances. En termes de matériaux stratégiques (en 1940), l'Italie produisit 4,4 méga tonnes (Mt) de charbon, 0,01 Mt de pétrole brut, 1,2 Mt de minerai de fer et 2,1 Mt d'acier. À titre de comparaison, la Grande-Bretagne produisit 224,3 Mt de charbon, 11,9 Mt de pétrole brut, 17,7 Mt de minerai de fer et 13,0 Mt d'acier et l'Allemagne 364,8 Mt de charbon, 8,0 Mt de pétrole brut, 29,5 Mt de minerai de fer et 21,5 Mt d'acier. La plupart des besoins en matières premières ne pouvaient être satisfaits que par l’importation et aucun effort ne fut fait pour stocker les matières premières avant son entrée en guerre. Environ un quart des navires de la flotte marchande italienne mouillaient dans des ports étrangers au début des hostilités et, sans préavis, ceux-ci furent immédiatement confisqués,.
L'industrie italienne produit entre 1940 et 1942, entre autres, les armes suivantes (en parenthèses la production allemande) :
- Chars : 1 967 (7 574)
- Canons automoteurs : 418 (1 943)
- Pièces d'artillerie (de plus de 47 mm) : 5 656 (46 700)
- Avions (tout types) : 9 578 (38 158)
- Dont chasseurs : 3 982 (12 051)

### Économie
Entre 1936 et 1939, l'Italie avait fourni aux forces nationalistes espagnoles, combattant sous Francisco Franco pendant la guerre civile espagnole, un grand nombre d'armes et de l'équipement pour la plupart gratuitement,. Outre les armes, le Corpo Truppe Volontarie (corps expéditionnaire italien) fut déployé pour soutenir le général Franco. Le coût financier de la guerre se situait entre 6 et 8,5 milliards de lires, soit 14 à 20 % des dépenses annuelles du pays. À ces problèmes s'ajouta la situation d'endettement extrême de l'Italie. Lorsque Benito Mussolini prit ses fonctions en 1921, la dette publique s'élevait à 93 milliards de lires, non remboursable à court et moyen terme. Seulement deux ans plus tard, cette dette avait atteint 405 milliards de lires.

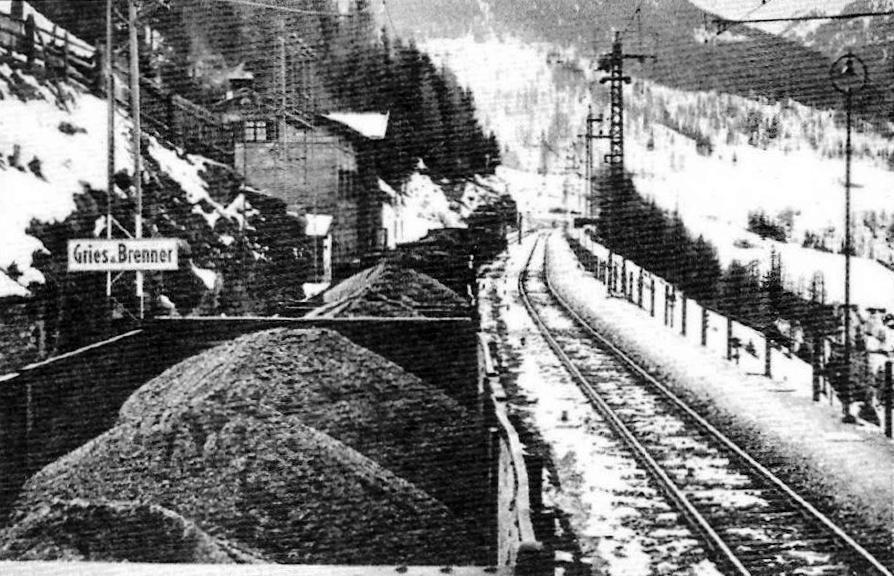
Charbon allemand entrant en Italie par le col du Brenner. La question du charbon italien occupait une place importante dans les cercles diplomatiques au printemps 1940.

En septembre 1939, la Grande-Bretagne imposa un blocus sélectif de l'Italie. Le charbon en provenance d'Allemagne, expédié de Rotterdam, fut déclaré produit de contrebande. Les Allemands ayant promis de maintenir les expéditions par train à travers les Alpes, la Grande-Bretagne proposa de répondre à tous les besoins de l'Italie en échange d'armements italiens. Les Italiens ne pouvaient accepter ces dernières conditions sans briser leur alliance avec l'Allemagne. Le 2 février 1940, cependant, Mussolini approuva un projet de contrat avec la Royal Air Force pour fournir 400 avions Caproni, mettant pourtant fin à l'accord le 8 février. L'officier du renseignement britannique Francis Rodd pensait que Mussolini fut convaincu de désavouer l'accord par la pression allemande au cours de la semaine du 2 au 8 février, une opinion partagée par l'ambassadeur britannique à Rome, Percy Loraine. Le 1er mars, les Britanniques annoncèrent le blocage de toutes exportations de charbon de Rotterdam vers l'Italie,. Le charbon italien était l'une des questions les plus discutées dans les cercles diplomatiques au printemps de 1940. En avril commença le renforcement de la flotte méditerranéenne britannique en vue d'imposer le blocus. Malgré l'incertitude française, la Grande-Bretagne rejeta les concessions à l'Italie afin de ne pas « créer une impression de faiblesse». L'Allemagne fournissait au pays environ un million de tonnes de charbon par mois à partir du printemps 1940, un montant dépassant même la demande de Mussolini d'août 1939 que l'Italie reçoive six millions de tonnes de charbon lors des douze premiers mois de guerre.

### Militaire
L'armée royale italienne (Regio Esercito) jouissait d'une image peu attractive au début de la guerre : celle-ci était relativement épuisée et sous-équipée, les chars italiens désuets, les radios en nombre limité. La majeure partie de l'artillerie italienne datait de la Première Guerre mondiale. Le chasseur principal de l'armée de l'air italienne (Regia Aeronautica) était le Fiat CR.42 Falco, qui, bien qu'étant un biplan avancé avec d'excellentes performances, demeurait techniquement surclassé par les chasseurs monoplan d'autres nations. Sur les quelque 1 760 appareils de la Regia Aeronautica, seuls 900 furent considérés comme aptes au combat. La Marine royale italienne (Regia Marina) disposait de plusieurs cuirassés modernes, mais pas de porte-avions.
Les autorités italiennes étaient parfaitement conscientes de la nécessité de se moderniser et celles-ci prirent des mesures pour répondre aux exigences de leurs propres principes tactiques relativement avancés,,,. Près de 40% du budget de 1939 a été alloué aux dépenses militaires. Reconnaissant le besoin de la Marine d'un soutien aérien rapproché, la décision a été prise de construire des porte-avions, trois séries de chasseurs modernes, capables de se mesurer aux meilleurs avions alliés,, étaient en cours de développement, pour une production tournant à une centaine d'exemplaires chacun. Le char Carro Armato P40, à peu près équivalent aux chars moyens M4 Sherman et Panzer IV, a été conçu en 1940 (bien qu'aucun prototype n'ait été produit avant 1942, la fabrication n'ayant pu commencer avant l'armistice, et cela en raison du manque de moteurs suffisamment puissants, eux-mêmes en phase de développement. La production totale de chars italiens pour la guerre — environ 3500 — était inférieure au nombre de chars utilisés par l'Allemagne lors de son invasion de la France). Les Italiens ont été des pionniers dans l'utilisation de canons automoteurs, à la fois dans des rôles de soutien rapproché et antichar. Leurs canons 75/46 AA / AT, 75/32 (en), 90/53 AA / AT (un homologue tout aussi mortel mais moins connu des 88/55 Allemands), 47/32 AT et 20/65 AA étaient des armes efficaces et modernes. À noter également les véhicules blindées AB 41 et Camionetta AS 42, considérées comme d'excellents véhicules de leur type. L'économie relativement faible, le manque de matières premières appropriées et l'incapacité en résultant de produire en quantités appropriées l'armement et l'équipement étaient donc les principales raisons matérielles de l'échec militaire italien.
Sur le papier, l'Italie avait l'une des plus grandes armées du monde, mais en réalité selon les estimations de Bierman et Smith, l'armée régulière italienne ne pouvait déployer et armer convenablement qu'environ 200 000 soldats au début de la guerre. Indépendamment des tentatives de modernisation, la majorité du personnel de l'armée italienne était une infanterie légèrement armée, sans moyens de transport suffisants. Le budget était insuffisant pour former les hommes dans les branches, de sorte que la majeure partie du personnel reçut une grande partie de la formation directement sur le front, qui se révéla inutile. Les unités aériennes n'avaient pas été formées pour opérer avec la marine et la majorité des navires avaient été construits pour les actions de la flotte, plutôt que pour les fonctions de protection des convois dans lesquelles ils seront principalement employés pendant la guerre. En tout état de cause, un manque critique de carburant réduisit au strict minimum les activités navales.
La haute direction posait également problème. Mussolini prit personnellement le contrôle des trois ministères du service militaire dans le but d'influencer la planification détaillée. Le Comando Supremo (le haut commandement italien) ne comprenait qu'un petit nombre d'employés ne pouvant guère faire plus qu'informer les commandements de service individuels des intentions de Mussolini, après quoi il appartenait aux commandements de service individuels d'élaborer des plans et une exécution appropriés. Cela entraîna un manque de direction centrale pour les opérations : les trois services militaires avaient tendance à travailler de manière indépendante, en se concentrant uniquement sur leurs domaines, avec peu de coopération inter-services. Des écarts de rémunération existaient pour le personnel de rang égal, mais appartenant à des unités différentes.

## Déclenchement de la Seconde Guerre mondiale
L'invasion de la Pologne par l'Allemagne nazie le 1er septembre 1939 marque le début de la Seconde Guerre mondiale. En dépit d'appartenir aux puissances de l'Axe, l'Italie est restée non belligérante jusqu'en juin 1940.

### Décision d'intervenir
Après la conquête allemande de la Pologne, Mussolini hésite à entrer en guerre. Le commandant britannique des forces terrestres au Moyen-Orient et en Méditerranée orientale, le général Sir Archibald Wavell, prédit judicieusement que la fierté de Mussolini le fera finalement entrer en guerre. Wavell compara la situation de Mussolini à celle d'un nageur au sommet d'un plongeoir : « Je pense qu'il se doit de faire quelque chose. S'il ne peut pas faire un gracieux plongeon, il devra au moins y participer d'une manière ou d'une autre ; il peut à peine mettre sa robe de chambre et redescendre les escaliers».
Initialement, l'entrée en guerre semblait être une sorte d'opportunisme politique (bien qu'il y ait eu une certaine provocation), ce qui conduisit à un manque de cohérence dans la planification, les principaux objectifs et ennemis étant changés sans trop de considération pour les conséquences. Mussolini était bien conscient des carences militaires et matérielles, mais pensait à une guerre courte et ne s'attendait pas à beaucoup de résistance des adversaires.

## L'Italie entre en guerre: juin 1940

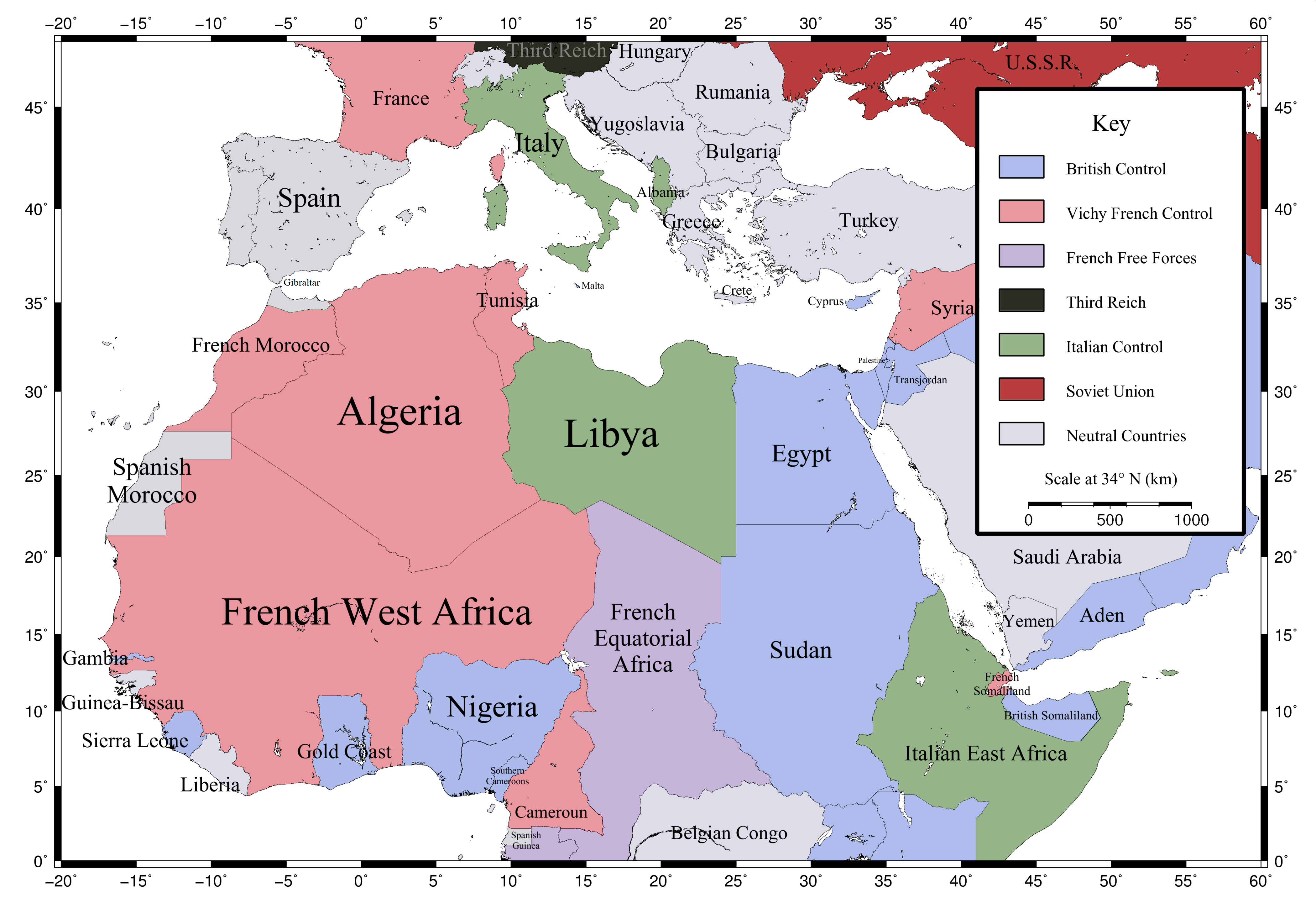
L'Italie et ses colonies en 1940, avant le début de la guerre du Désert.

Le 10 juin 1940, alors que le gouvernement français fuit à Bordeaux lors de l'invasion allemande, déclarant Paris ville ouverte, Mussolini sent l'achèvement du conflit et déclare ainsi la guerre à la Grande-Bretagne et à la France, comme il le fait savoir au chef d'état-major de l'armée, le maréchal Badoglio : 

« Je n'ai besoin que de quelques milliers de morts pour pouvoir m'asseoir à la conférence de paix en tant qu'homme qui s'est battu »

Mussolini avait pour objectif immédiat d'étendre les colonies italiennes en Afrique du Nord en prenant des terres aux colonies britanniques et françaises.

À propos de la déclaration de guerre de Mussolini à la France, le président américain Franklin Delano Roosevelt déclara : 

« En ce dixième jour de juin 1940, la main qui tenait le poignard l'a inséré dans le dos de son voisin »

L'entrée de l'Italie dans la guerre a ouvert de nouveaux fronts en Afrique du Nord et en Méditerranée. Après l'entrée en guerre de l'Italie, la pression de l'Allemagne nazie conduisit à l'internement de certains des réfugiés juifs d'Italie dans le camp d'internement de Campagna, en Campanie.

### Invasion de la France

France occupée en 1940 : la zone italienne est représentée en jaune (et en violet rayé l'occupation italienne à compter de 1942).

En juin 1940, après un premier succès, l'offensive italienne dans le sud de la France stagne sur la ligne alpine fortifiée. Le 22 juin 1940, la France se rend à l'Allemagne. Le 24 juin, conformément à un engagement pris lors du second armistice de Rethondes, la France et l'Italie signent un armistice franco-italien. L'Italie occupe alors une partie du territoire français le long de la frontière franco-italienne. Au cours de cette opération, les pertes italiennes s'élèvent à 1 247 morts ou disparus et 2 631 blessés. 2 151 Italiens supplémentaires ont été hospitalisés en raison d'engelures.
À la fin de la bataille d'Angleterre, l'Italie a fourni une force expéditionnaire, le Corpo Aereo Italiano, qui a participé au Blitz d'octobre 1940 à avril 1941, date à laquelle les derniers éléments de la force ont été retirés.
En novembre 1942, l'armée royale italienne occupe le sud-est de la France vichyste et la Corse, dans le cadre de l'opération Anton. À partir de décembre 1942, le gouvernement militaire italien des départements français à l'est du Rhône est établi et se poursuit jusqu'en septembre 1943, date à laquelle l'Italie quitte la guerre. Cela a eu pour effet de fournir un refuge temporaire de facto aux Juifs français fuyant la Shoah. En janvier 1943, les Italiens refusent de coopérer avec les nazis afin de rassembler les juifs vivant dans la zone occupée de la France sous leur contrôle. En mars, ils empêcheront même la déportation des juifs de la zone par les Allemands. Le ministre allemand des Affaires étrangères, Joachim von Ribbentrop, se plaindra à Mussolini en jugeant : « les cercles militaires italiens (...) n'ont pas une bonne compréhension de la question juive».
La marine italienne établit une base sous-marine à Bordeaux, sous le nom de BETASOM, et trente-deux sous-marins italiens participèrent à la bataille de l'Atlantique aux côtés des U-Boote. Les plans pour attaquer le port de New York avec des sous-marins de poche de la classe CA en 1943 furent interrompus lorsque le sous-marin converti pour mener à bien l'attaque, le Leonardo da Vinci, fut coulé en mai 1943. L'armistice mit un terme à la poursuite de la planification.

## Afrique du Nord

### Invasion de l'Égypte

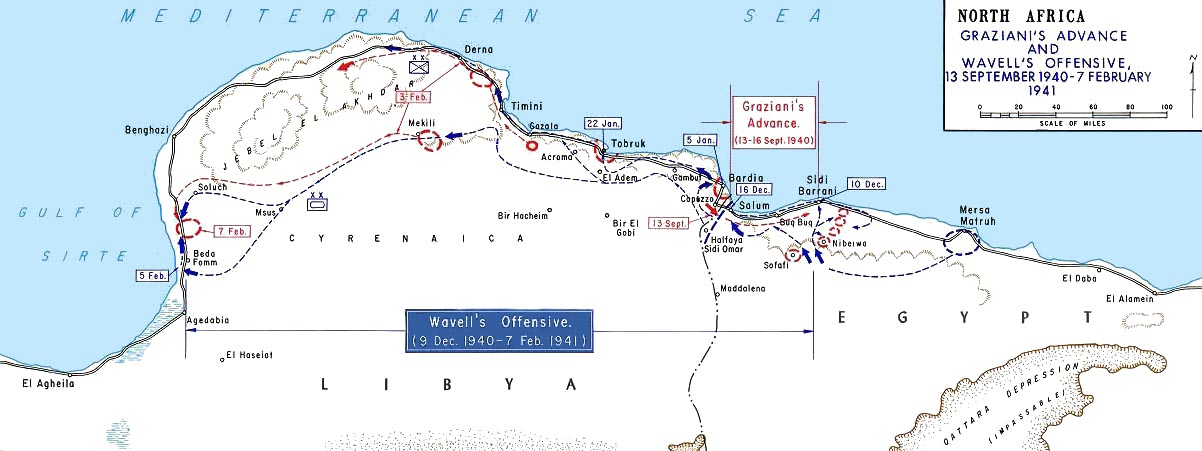
L'invasion italienne et la contre-offensive britannique.

Moins d'une semaine après la déclaration de guerre de l'Italie le 10 juin 1940, le 11e Hussars britannique avait saisi le fort Capuzzo, en Libye. Les Britanniques capturèrent l'ingénieur en chef de la 10e armée italienne, le général Lastucci, lors d'une embuscade à l'est de Bardia. Le 28 juin, le maréchal Italo Balbo, gouverneur général de la Libye, fut abattu par des tirs amis lors de son atterrissage à Tobrouk. Mussolini ordonna au remplaçant de Balbo, le général Rodolfo Graziani, le lancement immédiat d'une attaque en Égypte. Malgré la plainte de Graziani fustigeant le manque d'équipement pour la réussite d'une telle opération, Mussolini imposa la poursuite de l'offensive. Le 13 septembre, des éléments de la 10e armée reprirent Fort Capuzzo et traversèrent la frontière égyptienne. Rencontrant peu d'opposition, les forces italiennes avancèrent d'environ 100 km jusqu'à Sidi Barrani, puis s’arrêtèrent en commençant à se retrancher dans une série de camps fortifiés.

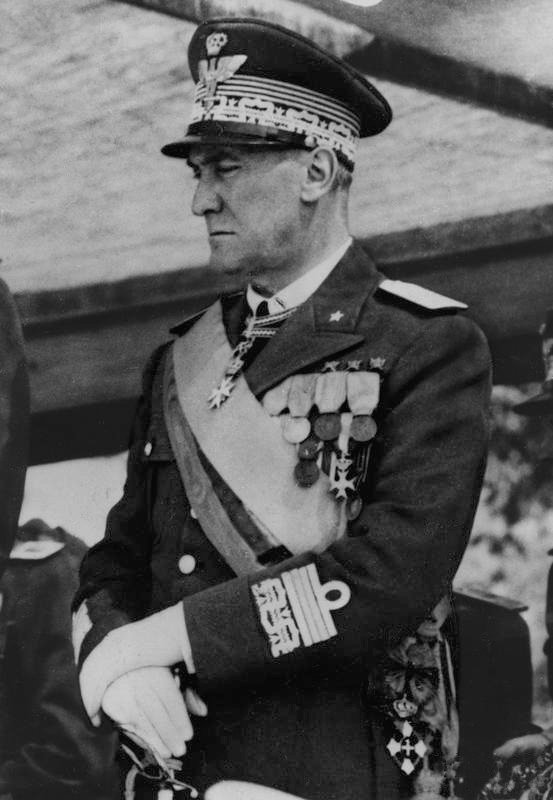
Le général Rodolfo Graziani en juin 1940.

À cette période, les Britanniques ne disposaient que de 36 000 soldats (sur environ 100 000 sous le commandement du Moyen-Orient) pour défendre l'Égypte, contre 236 000 soldats italiens. Les Italiens, cependant, n'étaient pas concentrés en un seul endroit. Ceux-ci étaient répartis entre la 5e armée à l'ouest et la 10e armée à l'est et s'étalaient ainsi de la frontière tunisienne dans l'ouest de la Libye, à Sidi Barrani en Égypte. Graziani, ignorant le manque de puissance numérique britannique, prévoyait de construire des fortifications à Sidi Barrani et de les approvisionner en vivres, munitions et carburant, d'établir une canalisation d'eau et d'étendre la via Balbia à cet endroit, qui était le point de départ de la route vers Alexandrie. Cette tâche était entravée par les attaques de la Marine royale britannique contre des navires de ravitaillement italiens en Méditerranée. À ce stade, les pertes italiennes restèrent minimes, mais l'efficacité de la Royal Navy s'améliora au fur et à mesure de la guerre. Mussolini était farouchement déçu par la lenteur de Graziani. Cependant, selon Bauer, il ne pouvait blâmer que lui-même car il refusa de déployer camions, armements et fournitures que Graziani avait jugés nécessaires pour la réussite de l'opération.

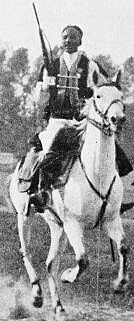
Un Savari des Corps royal des troupes coloniales en Libye italienne.

Graziani et son personnel manquaient de confiance dans la force de l'armée italienne. Un de ses officiers écrivit : « Nous essayons de combattre cela... comme s'il s'agissait d'une guerre coloniale... c'est une guerre européenne... menée avec des armes européennes contre un ennemi européen. Nous en tenons trop peu compte dans la construction de nos sites fortifiés... Nous ne combattons pas les Éthiopiens maintenant». (Ce fut une référence à la deuxième guerre italo-abyssinienne où les forces italiennes avaient combattu un adversaire relativement mal équipé. Balbo avait déclaré : « Nos chars légers, déjà vieux et armés uniquement de mitrailleuses, sont complètement surclassés. Les mitrailleuses des véhicules blindées britanniques les parsèment de balles qui transpercent facilement leur blindage ».
Les forces italiennes autour de Sidi Barrani montraient de graves faiblesses dans leur déploiement. Leurs cinq fortifications principales étaient placées trop loin les unes des autres pour permettre un soutien mutuel contre une force attaquante, et les zones situées entre elles étaient faiblement surveillées. L'absence de transport motorisé ne permit pas une réorganisation rapide, si nécessaire. Le terrain rocheux empêchait tout creusement de fossé antichar, les italiens manquaient de mines et ne disposaient que de canons antichars de 47 mm pour repousser une percée blindée. À l'été 1941, les Italiens en Afrique du Nord s'étaient regroupés, renforcés et réarmés en une force de combat beaucoup plus efficace, une force qui s'avérera beaucoup plus difficile à surmonter pour les Britanniques lors des rencontres de 1941 à 1943.

### Intervention de l'Afrika Korpset défaite finale

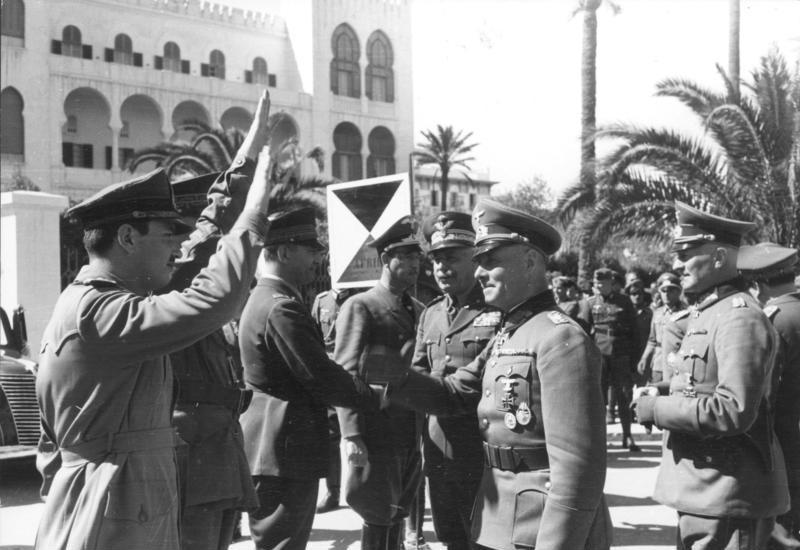
Rommel rencontrant le général italien Italo Gariboldi à Tripoli, février 1941.

Le 8 décembre 1940, les Britanniques lancent l'opération Compass. Prévu comme un raid de longue haleine, l'opération engage les troupes britanniques, indiennes et australiennes afin de scinder la 10e armée italienne. En s'appuyant sur l'avantage britannique, le général Richard O'Connor réussit à atteindre El Agheila, au fin fond des terres de la Libye (soit une avance de 800 km) et fait 130 000 prisonniers. Les Alliés parviennent quasiment à détruire la 10e armée et semblent sur le point de chasser complètement les Italiens de la Libye. Winston Churchill, cependant, ordonne l'arrêt de l'offensive en raison de problèmes d'approvisionnement et à cause d'une nouvelle offensive italienne réussie en Albanie. Celui-ci privilégie alors l'envoi de troupes pour défendre la Grèce. Quelques semaines plus tard, les premières troupes allemandes de l'Afrika Korps commencent à arriver en Afrique du Nord (février 1941), ainsi que six divisions italiennes, dont la division motorisée Trento et la division blindée Ariete.
Le général allemand Erwin Rommel devint le principal commandant de terrain de l'Axe en Afrique du Nord, malgré une composante à majorité italienne de ses forces de terrain. Bien que subordonnées aux Italiens, sous la direction de Rommel, les troupes de l'Axe repoussèrent les troupes britanniques et du Commonwealth en Égypte, mais ne purent terminer leur tâche en raison de l'épuisement de leurs lignes d'approvisionnement avancées menacées par l'enclave alliée à Tobrouk, qu'ils ne parvinrent pas à capturer. Après la réorganisation et un regroupement, les Alliés lancèrent l'opération Crusader en novembre 1941, entraînant le retour de la ligne de front de l'Axe à El Agheila d'ici la fin de l'année.
En janvier 1942, l'Axe riposta de nouveau en s'avançant vers Gazala, où les lignes de front se stabilisèrent lorsque les adversaires renforcèrent leurs forces. Fin mai, Rommel lance la bataille de Gazala où les divisions blindées britanniques sont solidement vaincues. L'Axe semblait sur le point de balayer les Britanniques hors d'Egypte, mais lors de la première bataille d'El Alamein (juillet 1942), le général Claude Auchinleck arrêta l'avance de Rommel à seulement 140 km d'Alexandrie. Rommel tenta une dernière percée pendant la bataille d'Alam el Halfa, mais la huitième armée, commandée par le lieutenant-général Bernard Montgomery, parvint à tenir bon. Après une période de renforcement et d'entraînement, les Alliés prirent l'avantage lors de la deuxième bataille d'Alamein (octobre / novembre 1942) au cours duquel ils remportèrent une victoire décisive. Les restes de la Panzerarmee Afrika de Rommel furent contraints à un repli de 2 600 km, jusqu'à la frontière libano-tunisienne.
Après la mise en œuvre de l'opération Torch dans les territoires français du régime de Vichy (au Maroc et en Algérie) en novembre 1942, les forces britanniques, américaines et françaises avancèrent vers l'est afin d'engager les forces germano-italiennes dans la campagne de Tunisie. En février, les forces de l'Axe en Tunisie ont été rejointes par les forces de Rommel, après leur long retrait d'El Alamein. Elles furent ensuite renommées 1re armée italienne (sous le commandement de Giovanni Messe), lorsque Rommel partit pour commander les forces de l'Axe au nord lors de la bataille de Kasserine. Malgré le succès de l'Axe à Kasserine, les Alliés purent se réorganiser (avec toutes les forces sous la direction unifiée du 18e groupe d'armées, commandé par le général Sir Harold Alexander) et reprendre l'initiative en avril. Les Alliés scellèrent l'issue des armées de l'Axe en Afrique du Nord en mai 1943.

## Afrique de l'Est

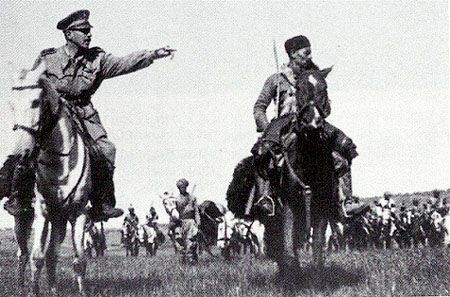
Amedeo Guillet avec sa cavalerie Amhara.

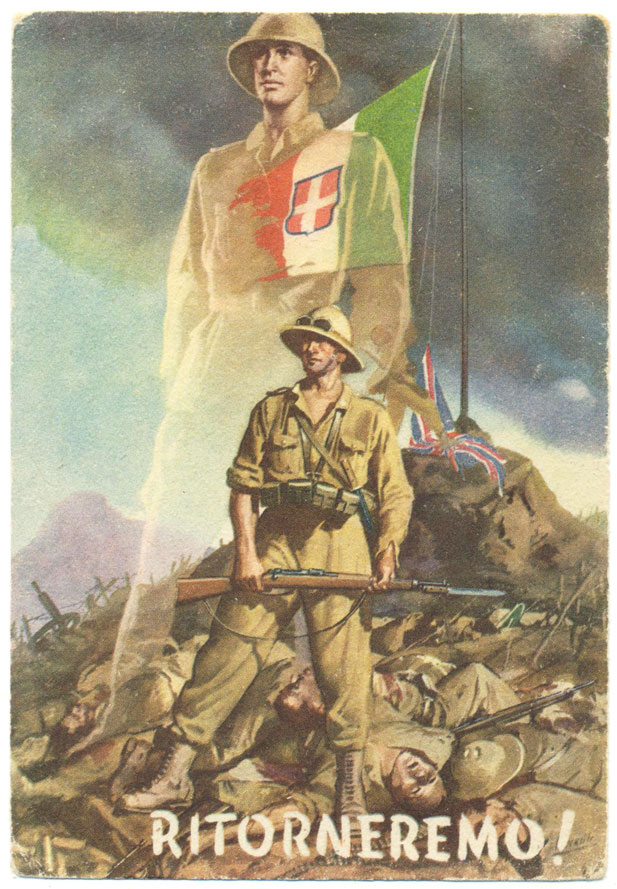
Affiche fasciste appelant à la vengeance contre la prise de contrôle britannique en Afrique de l'Est italienne.

Au-delà des campagnes bien connues dans le désert occidental en 1940, les Italiens ont lancé des opérations en juin 1940 à partir de leurs colonies d'Afrique de l'Est, d'Éthiopie, du Somaliland italien et d'Érythrée.
Comme en Égypte, les forces italiennes (environ 70 000 soldats italiens et 180 000 soldats indigènes) sont plus nombreuses que leurs adversaires britanniques. L'Afrique de l'Est italienne, cependant, était isolée et loin du continent italien, laissant ses forces éparpillées et livrées à elles-mêmes, et donc sévèrement limitées dans les opérations qu'elles pouvaient entreprendre.
Les premières attaques italiennes en Afrique de l'Est prirent deux directions différentes, l'une au Soudan et l'autre au Kenya. Puis, en août 1940, les Italiens pénétrèrent dans le Somalie britannique. Après avoir souffert et fait peu de victimes, la garnison britannique et du Commonwealth évacuèrent la colonie, se retirant par la mer à Aden.
L'invasion italienne du Somaliland britannique a été l'une des rares campagnes italiennes réussies de la Seconde Guerre mondiale accomplies sans le soutien allemand. Au Soudan et au Kenya, l'armée italienne captura de petits territoires autour de plusieurs villages frontaliers, celle-ci adopta ensuite une posture défensive en prévision des contre-attaques britanniques attendues.
La Regia Marina maintint une petite escadre dans la région italienne de l'Afrique de l'Est. La « flottille de la mer Rouge », composée de sept destroyers et de huit sous-marins, était basée au port de Massaoua, en Érythrée. Malgré une grave pénurie de carburant, la flottille constituait une menace pour les convois britanniques traversant la mer Rouge. Cependant, les tentatives italiennes d'attaque des convois britanniques ont entraîné la perte de quatre sous-marins et d'un destroyer.

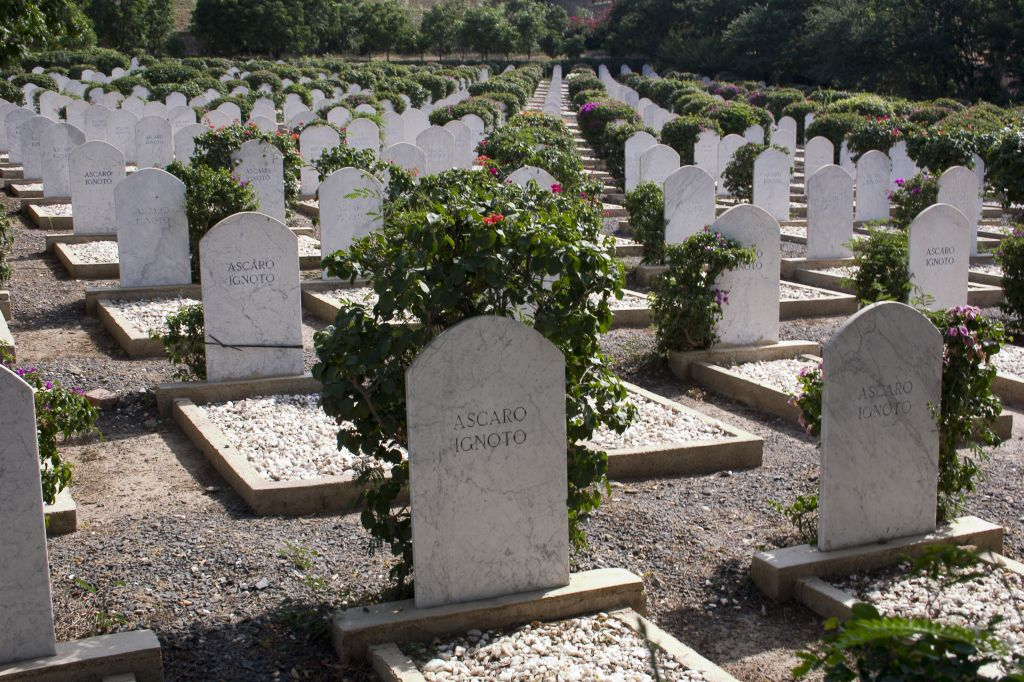
Cimetière de guerre italien à Keren, en Érythrée.

Le 19 janvier 1941, la contre-attaque britannique attendue arriva par le déploiement des 4e et 5e divisions d'infanterie indiennes, ayant fait une percée du Soudan. Une attaque de soutien a été lancée à partir du Kenya par la 1re division sud-africaine, la 11e division africaine et la 12e division africaine. Enfin, les Britanniques lancèrent un assaut amphibie depuis Aden afin de reprendre le Somaliland britannique.
Théâtre de guerre de février à mars, l'issue de la bataille de Keren détermina le sort de l'Afrique orientale italienne. Début avril, après la chute de Keren, Asmara et Massaoua suivit. La capitale éthiopienne d'Addis-Abeba chuta également en avril 1941. Le vice-roi d'Éthiopie, Amédée de Savoie-Aoste, se rendit au bastion d'Amba Alagi en mai. Les Italiens d'Afrique de l'Est furent déployés pour la dernière fois autour de la ville de Gondar en novembre 1941.
Lorsque le port de Massaoua tomba aux mains des Britanniques, les destroyers restants ont été déployés lors de missions finales en mer Rouge notamment lors d'attaques de convois, certains d'entre-eux obtenant des succès limitées avant d'être sabordés ou coulés. Dans le même temps, les quatre derniers sous-marins firent un voyage autour du cap de Bonne-Espérance pour rejoindre Bordeaux, en France. Certains Italiens, après leur défaite, menèrent une guérilla principalement en Érythrée et en Éthiopie, qui dura jusqu'à l'automne 1943. Parmi eux se distingua Amedeo Guillet.

## Balkans

### Invasion de l'Albanie
Au début de 1939, alors que le monde était concentré sur l'agression d'Adolf Hitler contre la Tchécoslovaquie, Mussolini se tourna vers le royaume d'Albanie, de l'autre côté de la mer Adriatique. Les forces italiennes ont envahi l'Albanie le 7 avril 1939 et ont rapidement pris le contrôle du petit pays. Même avant l'invasion, l'Albanie avait été politiquement dominée par l'Italie ; le pays fut officiellement intégré à l'Italie après l'invasion par la prise de la couronne albanaise par le roi italien Victor-Emmanuel III. Avec l'intervention dans la guerre civile espagnole et l'invasion de l'Abyssinie, l'invasion de l'Albanie faisait partie de la contribution italienne à la désintégration de la sécurité collective instituée par la Société des Nations après la Première Guerre mondiale. En tant que telle, elle faisait partie du prélude de la Seconde Guerre mondiale.

### Invasion de la Grèce
Le 28 octobre 1940, l'Italie déclencha la guerre italo-grecque en lançant une invasion du royaume de Grèce depuis l'Albanie. Les Italiens attaquèrent la Grèce en partie en raison de l'influence croissante de l'Allemagne dans les Balkans. La Yougoslavie et la Grèce avaient des gouvernements amis de l'Allemagne. Mussolini lança l'invasion de la Grèce à la hâte après que le royaume de Roumanie, un État qu'il percevait comme appartenant à la sphère d'influence italienne, s'allia à l'Allemagne. L'ordre d'envahir la Grèce fut donné par Mussolini à Badoglio et au chef d'état-major de l'armée Mario Roatta le 15 octobre, dans l'espoir d'une attaque commençant dans les 12 jours. Badoglio et Roatta étaient consternés étant donné que, sur ses ordres, 600 000 hommes avaient été démobilisé trois semaines auparavant. Compte tenu des besoins prévus d'au moins 20 divisions pour faciliter le succès de l'opération, du fait que seules huit divisions se trouvent actuellement en Albanie et des insuffisances des ports albanais et infrastructures de connexion, une préparation adéquate nécessiterait au moins trois mois. Néanmoins, le jour J fut fixé à l'aube du 28 octobre.
L'offensive italienne initiale a été rapidement contenue et l'invasion s'est rapidement embourbée. Bénéficiant de la neutralité de la Bulgarie, le commandant en chef grec, le lieutenant-général Aléxandros Papágos, pût établir une supériorité numérique à la mi-novembre, avant de lancer une contre-offensive reconduisant les Italiens en Albanie. De plus, les Grecs étaient naturellement aptes à opérer en terrain montagneux, alors que seulement six des divisions de l'armée italienne, les Alpins, étaient formées et équipées pour la guerre en montagne. Ce n'est que lorsque les Italiens ont pu établir la parité numérique que l'offensive grecque a été stoppée. À ce moment-là, ceux-ci purent profondément pénétrer en Albanie.
Une « offensive printanière » italienne en mars 1941, qui tentait de sauver la situation avant l'intervention allemande, représentait peu de gains territoriaux. À ce stade, les pertes de combat s'élèvent à plus de 102 000 pour les Italiens (avec 13 700 morts et 3 900 disparus) et 50 000 malades, et plus de 90 000 morts au combat (dont 14 000 tués et 5 000 disparus) et un nombre inconnu de malades du côté grec. Bien que gênants pour les Italiens, les pertes grecques sont dévastatrices pour les défenseurs moins nombreux ; en outre, l'armée grecque avait gaspillé une quantité importante de vivres. Ils manquaient d'équipements dans tous les domaines malgré une forte injection d'aide britannique en février et mars, l'armée dans son ensemble n'ayant plus qu'un mois de munitions d'artillerie au début avril, sans compter les armes et le matériel insuffisants afin de mobiliser ses réserves. Avec le recul, Hitler déclara que la Grèce aurait été vaincue avec ou sans intervention allemande, et selon lui, le pays serait tombé aux mains des Italiens au cours de la prochaine saison.
Après l'arrivée des troupes britanniques en Grèce en mars 1941, des bombardiers britanniques opérant à partir de bases grecques pouvaient atteindre les champs de pétrole roumains, essentiels à l'effort de guerre allemand. Hitler estima qu'une présence britannique en Grèce représentait une menace pour l'arrière de l'Allemagne et engagea des troupes allemandes pour envahir la Grèce via la Yougoslavie (où un coup d'État avait renversé le gouvernement ami de l'Allemagne). Les Allemands envahirent le pays le 6 avril 1941, brisant les garnisons squelettiques qui leur étaient opposées montrant peu de résistance, tandis que les Italiens poursuivirent leur lente progression en Albanie et en Épire pendant le repliement des forces grecques, le pays tombant aux mains de l'Axe à la fin du mois. L'armée italienne était toujours bloquée en Albanie par les Grecs lorsque les Allemands commencèrent leur invasion. Surtout, la majeure partie de l'armée grecque (15 divisions sur 21) fut laissée face aux Italiens en Albanie et en Épire lorsque les Allemands sont intervenus. Hitler avoua : « les Italiens avaient tellement affaibli [la Grèce] que son effondrement était déjà devenu inévitable », en leurs créditant d'avoir « engagé la plus grande partie de l'armée grecque ».
Cependant la victoire en Grèce est à relativiser, si elle se termine par une victoire de l'Axe, les difficultés qu'a subie l'Italie malgré un rapport de force inégal est une catastrophe au niveau propagandiste. C'est notamment par cette victoire gagnée avec beaucoup de difficulté que l'idée d'une armée italienne médiocre se développe chez les Alliés, mais aussi chez les allemands.

### Invasion de la Yougoslavie

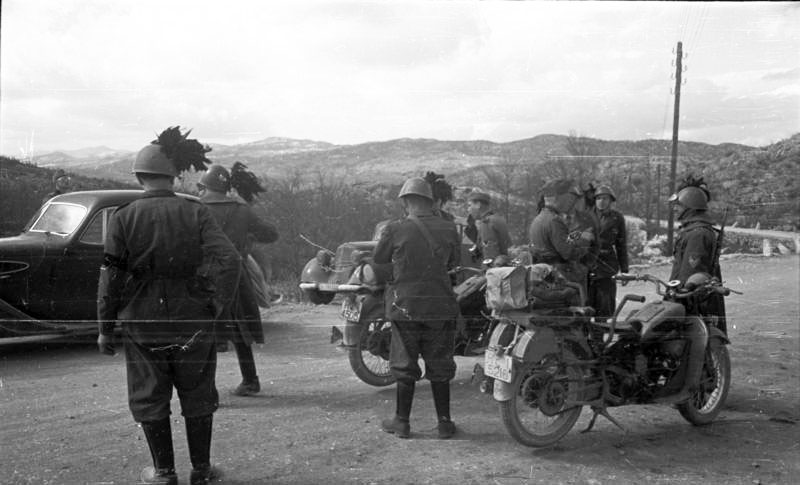
Bersagliers italien en Yougoslavie, 1941.

Le 6 avril 1941, les invasions de la Yougoslavie (opération 25) et de la Grèce (opération Marita) par la Wehrmacht débutent. Parallèlement à l'avance rapide des forces allemandes, les Italiens ont attaqué la Yougoslavie en Dalmatie et ont finalement poussé les Grecs hors d'Albanie. Le 17 avril, la Yougoslavie se rend aux Allemands et aux Italiens. Le 30 avril, la Grèce s'est également rendue aux Allemands et aux Italiens et a été divisée en secteurs allemand, italien et bulgare. Les invasions se sont achevées par une victoire complète de l'Axe en mai lorsque la Crète est tombée. Le 3 mai, lors du défilé triomphal à Athènes pour célébrer la victoire de l'Axe, Mussolini commença à se vanter d'un Mare Nostrum italiano en Méditerranée.
Quelque 28 divisions italiennes ont participé aux invasions des Balkans. La côte de la Yougoslavie était occupée par l'armée italienne, tandis que le reste du pays était divisé entre les forces de l'Axe (un État fantoche allemand et italien de Croatie a été créé, sous la souveraineté nominale du prince Tomislav II, mais en réalité gouverné par le fasciste croate Ante Pavelić). Les Italiens ont pris le contrôle de la majeure partie de la Grèce avec leur 1re armée italienne, tandis que les Bulgares occupaient les provinces du nord et les Allemands les zones stratégiquement les plus importantes. Les troupes italiennes occuperont des parties de la Grèce et de la Yougoslavie jusqu'à l'armistice italien avec les Alliés en septembre 1943.
Au printemps 1941, l'Italie créa un gouvernorat monténégrin et annexa la majeure partie de la côte dalmate en tant que gouvernorat de Dalmatie (Governatorato di Dalmazia). Un conflit complexe rassemblant de nombreux belligérants (régime fantoche du Monténégro, nationalistes monténégrin, restes Royalistes du gouvernement yougoslave et communistes partisans) continua jusqu'à la fin de la guerre.
En 1942, le commandant militaire italien en Croatie refusa de livrer les juifs de sa zone aux Allemands.

## Méditerranée

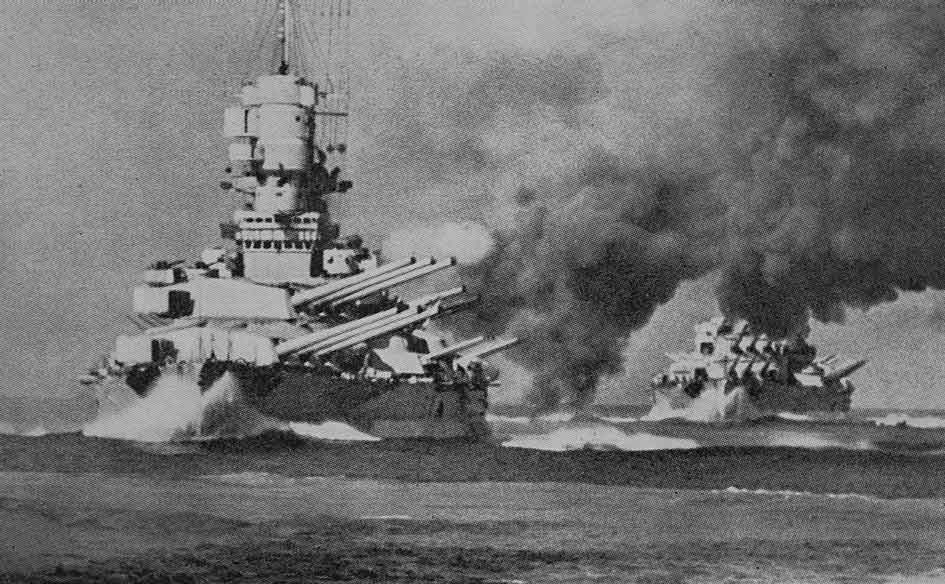
Le cuirassé italien Vittorio Veneto tirant sur des navires de guerre alliés pendant la bataille du cap Spartivento.

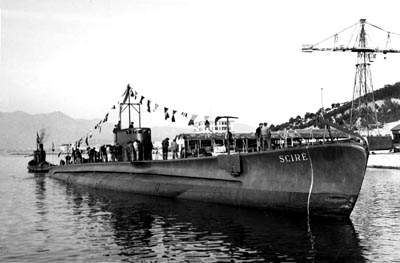
Le sous-marin Scirè déployé dans le raid de la rade d'Alexandrie (1941).

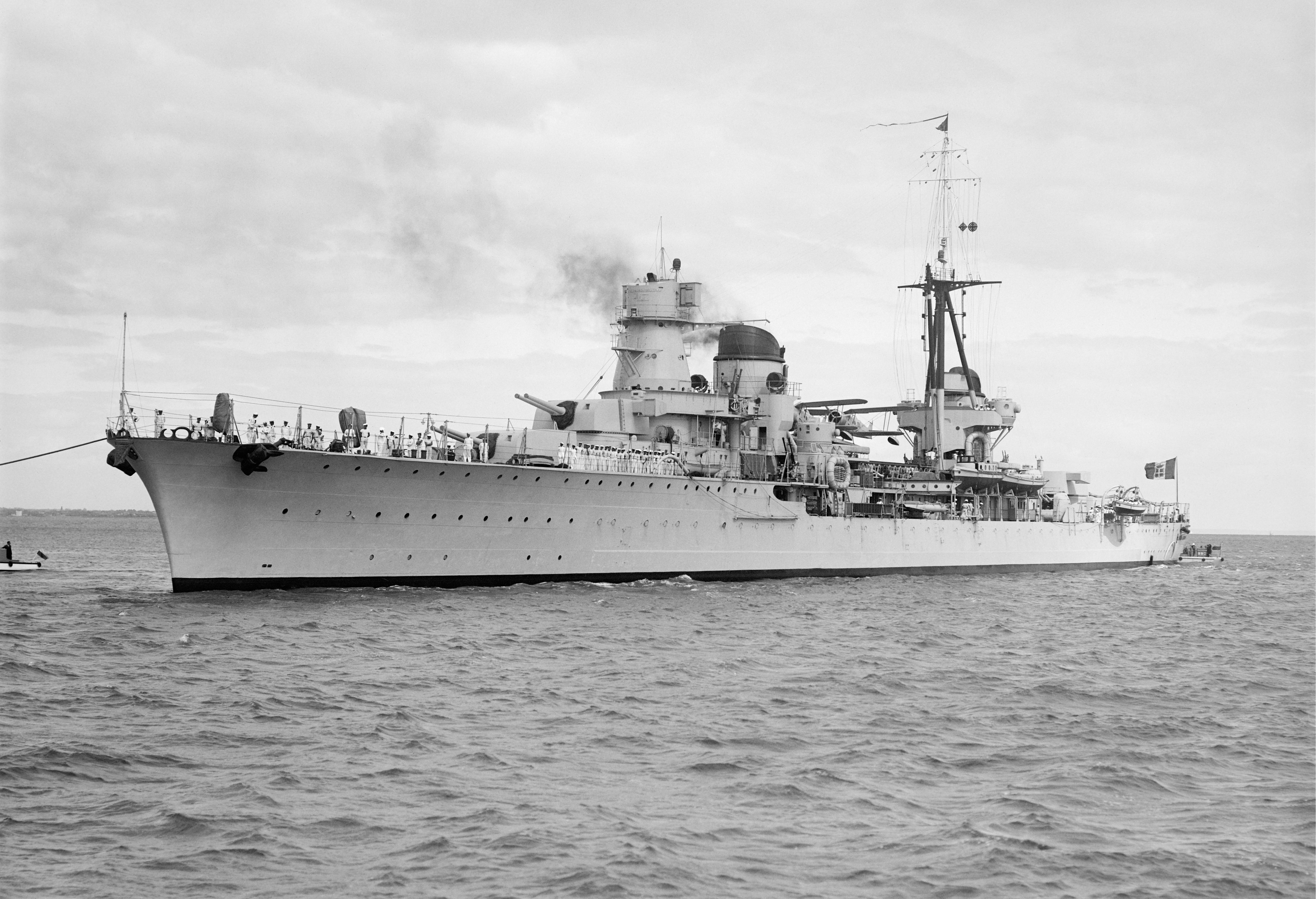
Le croiseur Raimondo Montecuccoli, utilisé dans de nombreuses batailles à succès telles que la première bataille de Syrte (1941) et l'opération Harpoon (1942).

En 1940, la Marine royale italienne (Regia Marina) ne pouvait pas égaler la force globale de la Marine royale britannique en Méditerranée. Après quelques revers initiaux, la marine italienne refusa de s'engager dans une confrontation de navires capitaux. La marine britannique ayant pour tâche principale l'approvisionnement et la protection des convois approvisionnant les avant-postes britanniques en Méditerranée, la simple existence continue de la flotte italienne (le concept dit de « flotte de dissuasion ») causa des problèmes à la Grande-Bretagne, qui dût déployer des navires de guerre indispensables ailleurs pour protéger les convois méditerranéens. Le 11 novembre, la Grande-Bretagne lança la première frappe de porte-avions de la guerre, en utilisant un escadron de bombardiers torpilleurs Fairey Swordfish. Ce raid à Tarente conduisit à la perte de trois cuirassés italiens (paralysés ou détruits) pour seulement deux avions britanniques abattus.
La marine italienne chercha d'autres moyens pour attaquer les Britanniques. Les plus réussis consistèrent à utiliser des nageurs de combat montés sur des torpilles humaines pour pouvoir attaquer des navires mouillant au port. La 10e flottille légère, également connue sous le nom de Xe Flottiglia MAS ou Xª MAS, qui effectua ces types d'attaques, coula ou endommagea 28 navires de septembre 1940 à la fin de 1942. Cela inclut les cuirassés HMS Queen Elizabeth et Valiant (endommagés dans le port d'Alexandrie le 18 décembre 1941) et 111 527 tonnes de navires appartenant à la marine marchande. La flottille utilisait un type particulier de torpille, le SLC (Siluro a Lenta Corsa), dont l'équipage était composé de deux hommes-grenouilles, et des bateaux à moteur remplis d'explosifs, appelés MTM (Motoscafo da Turismo Modificato).
À la suite des attaques contre ces deux cuirassés, une mer Méditerranée dominée par l'Italie semblait de plus en plus plausible et possible à réaliser. Cependant, il ne s'agissait qu'un bref moment de gloire pour Mussolini. Le pétrole et les approvisionnements apportés à Malte, malgré de lourdes pertes par l'opération Pedestal en août et les débarquements alliés en Afrique du Nord (opération Torch), en novembre 1942, ont changé la tournure de la guerre. Les forces de l'Axe ont été expulsées de Libye et de Tunisie six mois après la seconde bataille d'El Alamein, tandis que leurs lignes d'approvisionnement étaient harcelées jour après jour par la suprématie aérienne et navale croissante et écrasante des Alliés. À l'été 1943, les Alliés étaient prêts pour une l'invasion du territoire italien.

## Front de l'Est

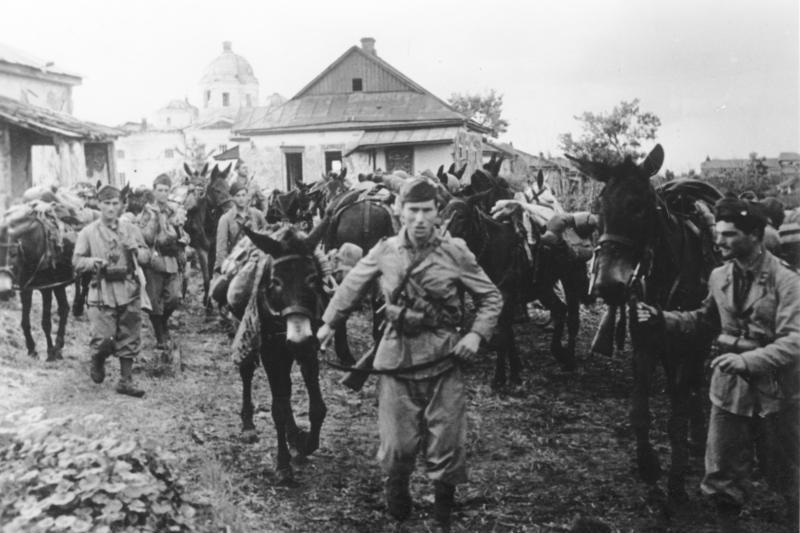
Troupes italiennes en Russie, juillet 1942.

En juillet 1941, quelque 62 000 soldats italiens du Corps expéditionnaire en Russie (Corpo di Spedizione Italiano in Russia, CSIR) rejoignirent le front de l'Est pour aider l'invasion allemande de l'Union soviétique (opération Barbarossa). En juillet 1942, l'armée royale italienne étendit le CSIR à une armée complète d'environ 200 000 hommes nommée armée italienne en Russie (Armata Italiana in Russia, ARMIR). L'ARMIR était également connue sous le nom de 8e armée. D'août 1942 à février 1943, la 8e armée prit part à la bataille de Stalingrad au cours duquel elle subit de lourdes pertes (quelque 20 000 morts et 64 000 capturés) lorsque les Soviétiques isolèrent les forces allemandes à Stalingrad en attaquant les forces hongroises, roumaines et italiennes débordées, tentant de protéger les flancs des Allemands. À l'été 1943, Rome retira les restes de la 8e armée du front pour l'Italie. Beaucoup de prisonniers de guerre italiens capturés en Union soviétique moururent en captivité en raison des conditions difficiles dans les camps de prisonniers soviétiques.

## Campagne italienne alliée et guerre civile italienne

### Invasion alliée de la Sicile, chute de Mussolini et armistice

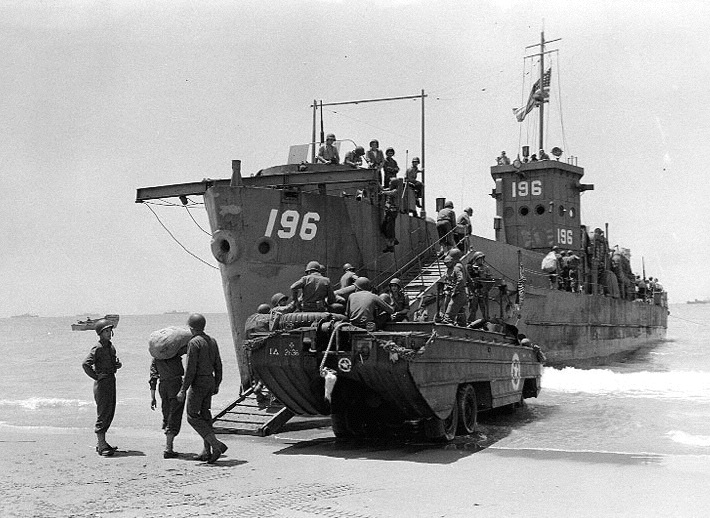
Des soldats américains débarquant en Sicile en juillet 1943.

Le 10 juillet 1943, une force combinée de troupes américaines et britanniques du Commonwealth envahit la Sicile. Les généraux allemands prirent de nouveau les devants dans la défense et, bien qu'ayant perdu l'île après des semaines de combats intenses, parvinrent à transporter en toute sécurité un grand nombre de forces allemandes et italiennes au large de la Sicile vers le continent italien. Le 19 juillet, un bombardement allié sur Rome détruisit des installations civiles et militaires. Ces deux événements combinés diminuèrent considérablement l'opinion favorable qu'avait la population sur la guerre.
Le 25 juillet le Grand Conseil du fascisme vota la limitation des pouvoirs du dictateur italien Benito Mussolini et céda le contrôle des forces armées italiennes au roi Victor-Emmanuel III. Mussolini rencontra le roi le lendemain, au cours duquel il fut démis de ses fonctions de Premier ministre, puis emprisonné. Un nouveau gouvernement italien, dirigé par le maréchal Pietro Badoglio et Victor Emmanuel III, prit le relais en Italie. Bien qu'ayant déclaré publiquement la continuation de la lutte aux côtés des Allemands, le nouveau gouvernement italien entama des négociations secrètes avec les Alliés afin de se ranger de leur côté. Le 3 septembre, un armistice secret fut signé avec les Alliés au camp Fairfield en Sicile. L'armistice fut annoncé publiquement le 8 septembre, les Alliés ayant déjà pris pied sur le continent italien.
Le 3 septembre, les troupes britanniques débarquèrent à l'extrémité de la botte italienne dans le cadre de l'opération Baytown. Deux autres opérations amphibies eurent lieu le 9 septembre à Salerne (opération Avalanche) et à Tarente (opération Slapstick). Du fait de la capitulation italienne, les débarquements alliés à Tarente se déroulèrent sans opposition, les troupes débarquant simplement le matériel de guerre sur les quais plutôt que d'assaillir le littoral.

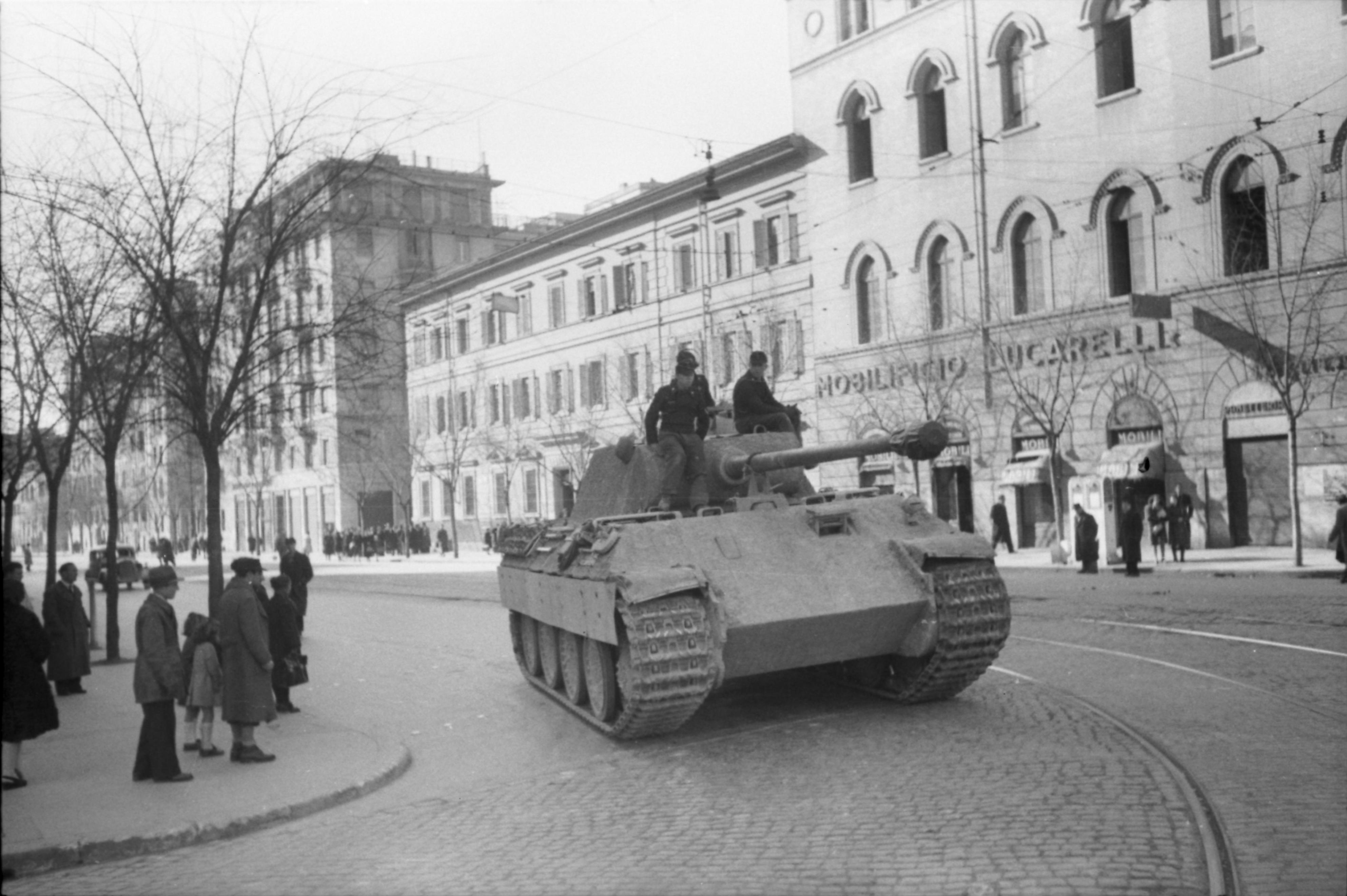
Panzerkampfwagen V Panther allemand à Rome, 1944.

En raison du délai de négociation de l'armistice, les Allemands eurent le temps de renforcer leur présence en Italie et d'anticiper la défection. Au cours des premières semaines d'août, ils augmentèrent de deux à sept le nombre de divisions en Italie, tout en prenant le contrôle des infrastructures vitales. Une fois la signature de l'armistice annoncée le 8 septembre, les troupes allemandes désarmèrent rapidement les forces italiennes et reprirent des positions défensives critiques dans l'opération Achse. Cela comprenait le sud-est de la France occupée par l'Italie et les zones sous contrôle italien dans les Balkans. Les troupes italiennes purent seulement conserver leurs positions en Sardaigne, en Corse et dans une partie des Pouilles et de la Calabre jusqu'à l'arrivée des forces alliées. Dans la région de Rome, une seule division d'infanterie — les Granatieri di Sardegna — et quelques petites unités blindées ont combattu avec engagement, mais le 11 septembre, elles furent submergées par des forces allemandes largement supérieures en nombre.
Le roi Victor Emmanuel III et sa famille, en compagnie du maréchal Badoglio, du général Mario Roatta et plusieurs autres, quittèrent Rome le 9 septembre. Le général Caroni, chargé de défendre Rome, reçut l'ordre d'abandonner ses troupes à Rome (contre sa volonté), tout en protégeant essentiellement l'arrière-garde du roi et son entourage afin qu'ils puissent fuir vers les collines des Abruzzes, et plus tard en mer. Ils arrivèrent ensuite à Brindisi. Plus important encore, Badoglio ne donna jamais l'ordre « OP 44 ». Ce document contenait des dispositions à l'attention des commandements supérieurs des forces armées italiennes concernant l'attitude à adopter envers les forces allemandes qui, comme conséquence de l'armistice de Cassibile, d'« alliées » se retrouveraient « ennemies ». Le document ne contenait pas d'instructions précises mais uniquement des rappels usuels comme la résistance armée si les troupes allemandes tentaient de désarmer les troupes ou de prendre les installations militaires italiennes. L'initiative de la conduite à tenir était laissée à la discrétion des commandants de chaque corps d’armée, souvent des officiers de haut rang (parfois des subalternes), qui se trouvaient soudainement confrontés aux ultimatums allemands exigeant la dissolution des corps d'armée, la cession des armes, du matériel et des équipements.
Dans le cadre de l'armistice, la flotte italienne devait se rendre à Malte pour internement ; en cours de navigation, elle fut attaquée par des bombardiers allemands et, le 9 septembre, deux bombes guidées allemandes Fritz X coulèrent le cuirassé italien Roma au large des côtes de la Sardaigne. Une émission de la Supermarina (commandement naval italien) amena les Italiens à croire à une attaque d'origine britannique.

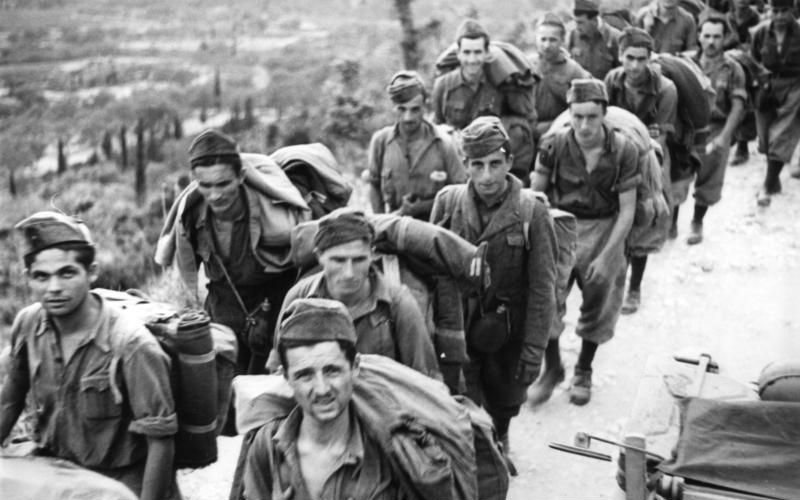
Des soldats italiens faits prisonniers par les Allemands à Corfou, septembre 1943.

Sur l'île grecque de Céphalonie, le général Antonio Gandin, commandant la division italienne Acqui, forte de 12 000 hommes, résista à la tentative allemande de désarmement de ses forces. La bataille fit rage du 13 au 22 septembre, lorsque les Italiens furent forcés de se rendre après avoir subi quelque 1 300 victimes. Le massacre qui suivit de plusieurs milliers de prisonniers de guerre italiens par les Allemands est l'un des pires crimes de guerre commis par la Wehrmacht.
Les troupes italiennes capturées par les Allemands ont eu le choix de continuer à se battre avec eux. Environ 94 000 Italiens ont accepté et les 710 000 restants étaient des internés militaires italiens transportés comme travailleur forcé en Allemagne. Certaines troupes italiennes ayant échappé à la capture allemande dans les Balkans ont rejoint la Yougoslavie (environ 40 000 soldats) et la Résistance grecque (environ 20 000). La même chose se produisit en Albanie.
Après l'invasion allemande, les déportations de Juifs italiens vers les camps de la mort nazis débutèrent. Cependant, au moment où l'avance allemande atteignit le camp de concentration de Campagna, tous les détenus avaient déjà fui vers les montagnes avec l'aide des habitants. En octobre 1943, les nazis firent une rafle dans le ghetto de Rome. En novembre 1943, des juifs de Gênes et de Florence furent déportés à Auschwitz. On estime qu'au moins 7 500 Juifs italiens ont été victimes de l'Holocauste.

### Guerre civile, avance alliée et libération

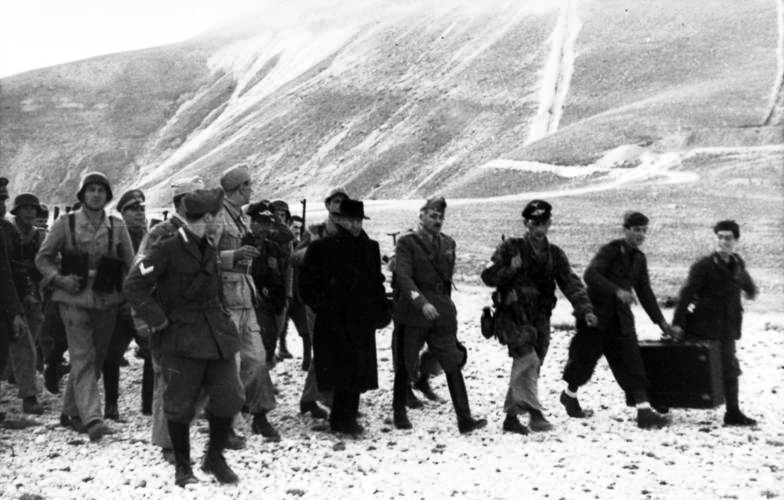
Mussolini sauvé par les troupes allemandes de sa prison de Campo Imperatore le 12 septembre 1943.

Après avoir été déchu de son pouvoir, Mussolini fut emprisonné au Gran Sasso, dans les Apennins. Le 12 septembre, il fut secouru par les Allemands lors de l'opération Eiche, et se relocalisa dans le nord de l'Italie où il créa un nouvel État fasciste, la République sociale italienne (Repubblica Sociale Italiana ou RSI). De nombreuses personnalités italiennes rejoignirent l'État fantoche, notamment le général Rodolfo Graziani.
Les armées alliées continuèrent de progresser à travers l'Italie malgré l'opposition croissante des Allemands. Les Alliés contrôlèrent bientôt la majeure partie du sud de l'Italie, et Naples se souleva et expulsa les forces allemandes occupantes. Le gouvernement loyaliste italien (parfois appelé le royaume du Sud) déclara la guerre à l'Allemagne le 13 octobre, alignant l'Italie au sein des Alliés occidentaux en tant que co-belligérant. Avec l'aide des Alliés, certaines troupes italiennes du sud s'organisèrent en forces dites « co-belligérantes » ou « royalistes », dénommées armée co-belligérante italienne, marine co-belligérante italienne et aéronautique co-belligérante italienne. Ces forces italiennes ont combattu aux côtés des Alliés jusqu'à la fin de la guerre. D'autres troupes italiennes, fidèles à Mussolini et à la RSI, continuèrent à combattre aux côtés des Allemands (parmi elles, l'Esercito Nazionale Repubblicano, l'armée nationale républicaine). C'est à cette période qu'un important mouvement de résistance italien situé dans le nord de l'Italie mena une guérilla contre les forces allemandes et RSI.

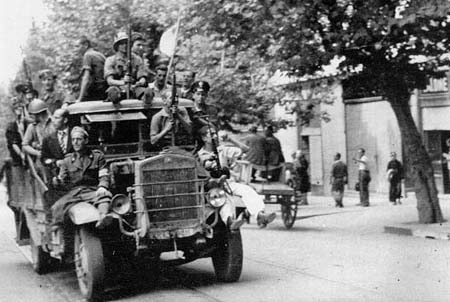
Insurgés célébrant la libération de Naples après les quatre journées de Naples (27-30 septembre 1943).

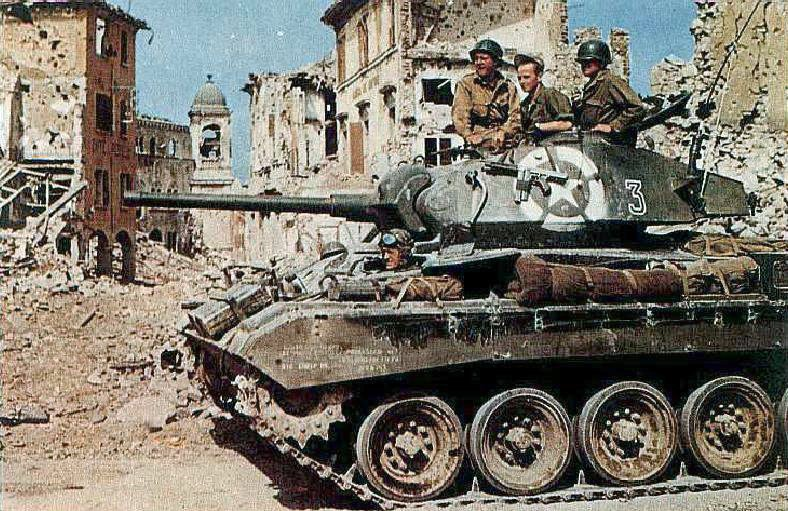
Américains entrant à Bologne, 1945.

Winston Churchill avait longtemps considéré le sud de l'Europe comme le point faible militaire du continent (pendant la Première Guerre mondiale, il avait préconisé la campagne des Dardanelles, et pendant la Seconde Guerre mondiale, privilégié les Balkans comme zone d'opérations, par exemple en Grèce en 1940,,). Qualifiant l'Italie de « ventre mou » de l'Axe, Churchill avait donc préconisé cette invasion au lieu d'une invasion transmanche de la France occupée. Contrairement à ce qu'affirme Churchill, l'Italie s’avérera être une cible complexe de par son terrain montagneux qui donna aux forces de l'Axe d'excellentes positions défensives, annulant également en partie l'avantage allié dans les unités motorisées et mécanisées. La victoire finale des Alliés sur l'Axe en Italie ne surviendra que lors de l'offensive du printemps de 1945, après le franchissement de la ligne gothique par les troupes alliées, conduisant à la reddition des forces allemandes et RSI en Italie le 2 mai, peu de temps avant la reddition de l'Allemagne, mettant fin à la Seconde Guerre mondiale en Europe le 8 mai. Mussolini fut capturé et tué le 28 avril 1945 par la résistance italienne alors qu'il tentait de fuir.

## L'Italie et le Japon après la reddition
Le Japon réagit avec indignation à la nouvelle de la reddition de l'Italie aux forces alliées en septembre 1943. Les citoyens italiens résidant au Japon et à Mandchoukouo furent rapidement rassemblés et interrogés sur leur fidélité à l'égard du roi de Savoie, qui a déshonoré leur pays en se rendant à l'ennemi, ou avec le Duce et la toute nouvelle Repubblica Sociale Italiana, qui jura de continuer à combattre aux côtés des Allemands. Ceux s'étant rangés du côté du roi ont été internés dans des camps de concentration et détenus dans des conditions lamentables jusqu'à la fin de la guerre, tandis que ceux ayant opté pour le dictateur fasciste ont été autorisés à continuer leur vie, bien que sous stricte surveillance du Kempeitai.
La concession italienne de Tientsin fut occupée par les troupes japonaises après la résistance de sa garnison. La République sociale italienne délégua ensuite ce territoire à l'État fantoche japonais en Chine.
La nouvelle de la reddition de l'Italie ne fut pas reçue par les équipages des trois sous-marins italiens Giuliani, Cappellini et Torelli en route pour Singapour, alors occupé par le Japon. Les submersibles avaient l'ordre de charger caoutchouc, étain et matériaux stratégiques à destination de l'industrie de guerre italienne et allemande. À l'arrivée, tous les officiers et marins à bord ont été arrêtés par l'armée japonaise et, après quelques semaines de détention, la grande majorité d'entre eux a choisi de se ranger du côté du Japon et de l'Allemagne. Le Kriegsmarine affecta de nouveaux officiers aux trois unités, renommés sous-marins U.IT.23, U.IT.24 et U.IT.25, participant aux opérations de guerre allemandes dans le Pacifique jusqu'à ce que le Giuliani soit coulé par le sous-marin britannique HMS Tally-ho en février 1944 et les deux autres navires repris par la marine impériale japonaise lors de la reddition de l'Allemagne en 1945.
Alberto Tarchiani, journaliste et activiste antifasciste, a été nommé ambassadeur à Washington par le cabinet de Badoglio, qui a agi en tant que chef provisoire du gouvernement italien en attendant l'occupation du pays par les forces alliées. Sur sa suggestion, l'Italie publia une déclaration officielle de guerre contre le Japon le 14 juillet 1945. Le but de cet acte, sans effet militaire, était principalement de persuader les Alliés que le nouveau gouvernement italien méritait d'être invité à la conférence de paix de San Francisco, en récompense de sa co-belligérance. Cependant, le Premier ministre britannique Churchill et John Foster Dulles s'y opposèrent résolument, et le nouveau gouvernement italien fut officiellement exclu de la Conférence.
L'Italie et le Japon ont négocié la reprise de leurs relations diplomatiques respectives après 1951, puis signé plusieurs accords et traités bilatéraux.

## Pertes

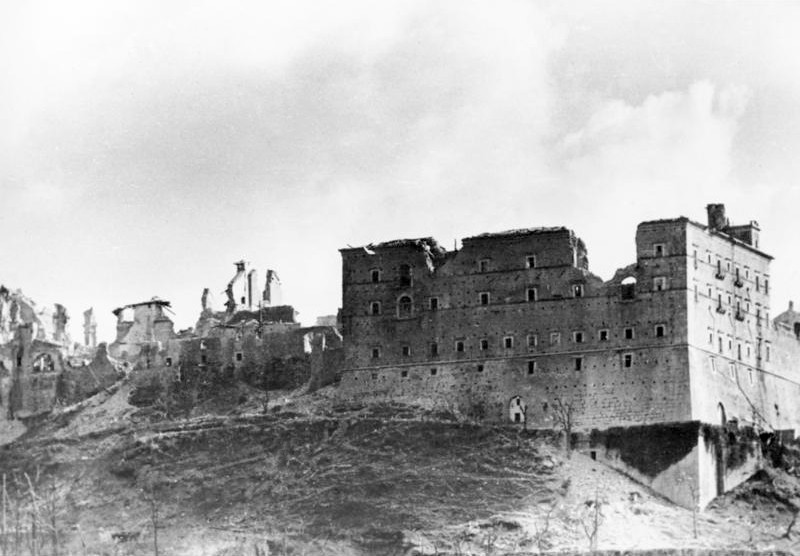
L'abbaye du XIe siècle du Mont Cassin, presque entièrement détruite à la suite des bombardements alliés en 1944, est un puissant symbole de l'énorme dévastation subie par l'Italie pendant la guerre.

Près de quatre millions d'Italiens ont servi dans l'armée italienne pendant la Seconde Guerre mondiale et près d'un demi-million d'Italiens (y compris des civils) ont perdu la vie entre juin 1940 et mai 1945.

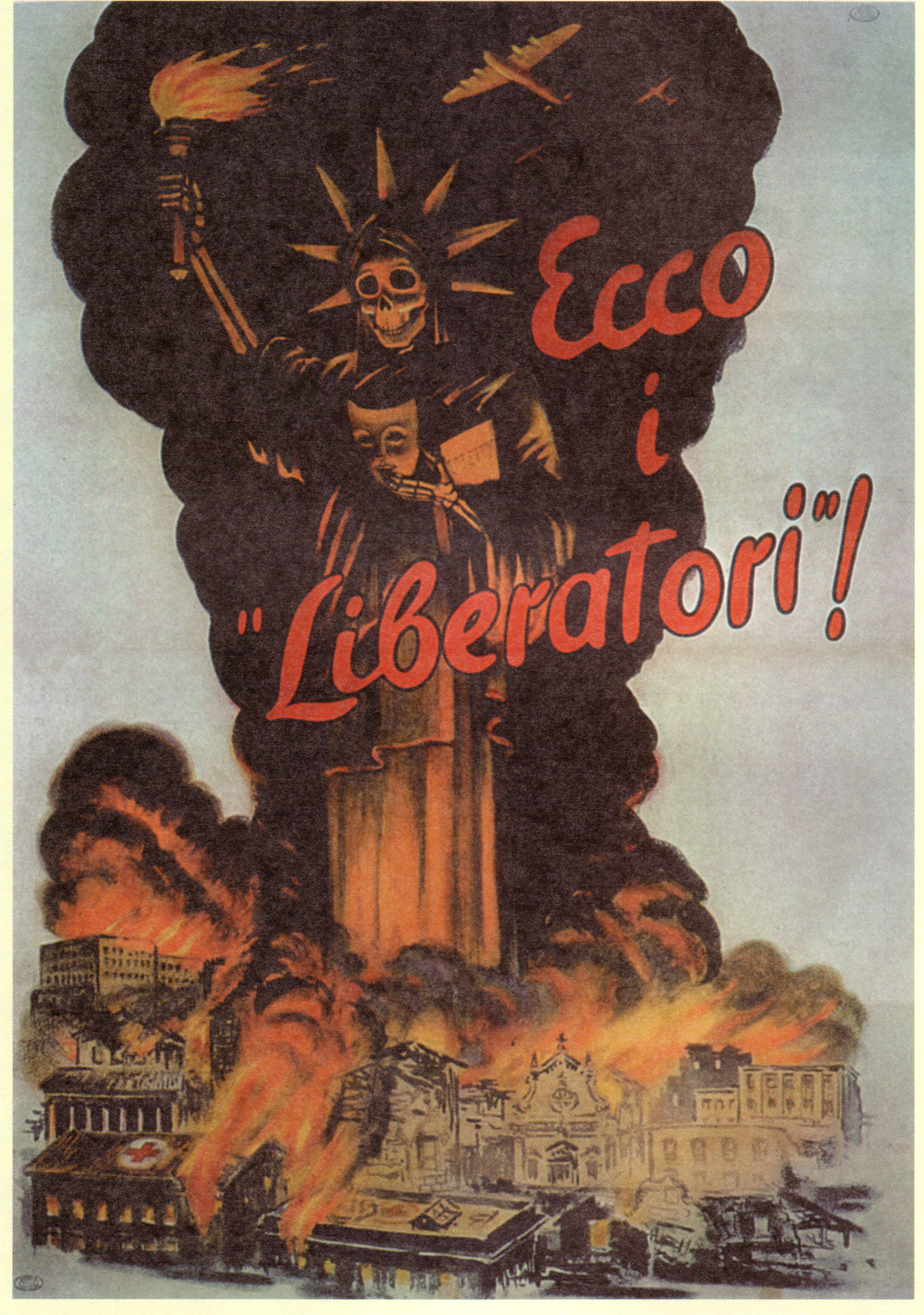
Affiche de propagande fasciste dénonçant les bombardements alliés de villes italiennes (Voici les Libérateurs!).

Le compte rendu officiel du gouvernement italien sur les pertes de la Seconde Guerre mondiale de 1940 à 1945 a énuméré les données suivantes : 
- Total des morts et disparus militaires de 1940 à 1945 : 291 376
  - Pertes antérieures à l'armistice de Cassibile en septembre 1943 : 204 346 (66 686 tués, 111 579 disparus, 26 081 morts de maladie)
  - Pertes après l'armistice : 87 030 (42 916 tués, 19 840 disparus, 24 274 morts de maladie). Les pertes militaires en Italie après l'armistice de septembre 1943 comprenaient 5 927 avec les Alliés, 17 488 combattants du mouvement de résistance italien et 13 000 forces fascistes de la République sociale italienne (RSI)[78]
- Pertes par branche de service :
  - Armée 201 405
  - Marine 22 034
  - Aérien 9 096
  - Forces coloniales 354
  - Aumôniers 91
  - Milice fasciste 10 066
  - Paramilitaire 3 252
  - Non renseigné 45 078
- Pertes militaires par théâtre de guerre :
  - Italie 74 725 (37 573 après l'armistice)
  - France 2 060 (1 039 après l'armistice)
  - Allemagne 25 430 (24 020 après l'armistice)
  - Grèce, Albanie et Yougoslavie 49 459 (10 090 après l'armistice)
  - Union soviétique 82 079 (3 522 après l'armistice)
  - Afrique 22 341 (1 565 après l'armistice)
  - En mer 28 438 (5 526 après l'armistice)
  - Autre et inconnu 6 844 (3 695 après l'armistice).

Les pertes de prisonniers de guerre sont incluses dans les pertes militaires mentionnées ci-dessus.
Des études mises à jour (2010) par l'Ufficio dell'Albo d'Oro du ministère italien de la Défense ont cependant révisé le nombre de morts militaires à 319 207 :
- Armée 246 432
- Marine 31 347
- Aérien 13 210
- Formations partisanes 15 197
- Forces armées du RSI 13 021

Les pertes civiles sont estimées à 153 147 (123 119 après l'armistice), dont 61 432 (42 613 après l'armistice) lors d'attaques aériennes. Un bref résumé des données de ce rapport est disponible en ligne. À ces pertes s'ajoutent la mort de soldats africains enrôlés par l'Italie, estimés par les militaires italiens à 10 000 dans la campagne d'Afrique de l'Est de 1940-1941.
Les pertes civiles résultant des combats en Libye italienne sont estimées à 10 000 selon un journaliste indépendant russe. Les pertes comprennent également 64 000 victimes de représailles nazies et de génocide, dont 30 000 prisonniers de guerre et 8 500 juifs. Des sources russes recensent la mort de 28 000 des 49 000 prisonniers de guerre italiens en Union soviétique (1942-1954).
Le génocide des Roms s'élèvent à 1 000 personnes. Les victimes juives de la Shoah totalisent 8 562 personnes (y compris en Libye notamment dans le camp de concentration de Giado).
Après l'armistice avec les Alliés, quelque 650 000 membres des forces armées italiennes ayant refusé de se rallier aux Allemands occupants ont été internés dans des camps de concentration et de travail. Parmi ceux-ci, environ 50 000 sont morts en prison ou lors de leur transit. 29 000 autres personnes sont mortes dans des combats armés contre les Allemands tout en résistant à la capture immédiatement après l'armistice.

## Conséquences
Le traité de Paris entre l'Italie et les puissances alliées de 1947 marqua la fin de l'empire colonial italien et la révision des lignes frontalières. Les traités de paix de Paris de 1947 ont contraint l'Italie à payer 360 000 000 $ (dollars américains au prix de 1938) de réparations de guerre : 125 000 000 $ à la Yougoslavie, 105 000 000 $ à la Grèce, 100 000000 $ à l'Union soviétique, 25 000 000 $ à l'Éthiopie et 5 000 000 $ à l'Albanie. L'Italie accepta également le paiement de 1 765 000 £ aux ressortissants grecs dont les biens sur le territoire italien avaient été détruits ou saisis pendant la guerre. Lors du référendum constitutionnel italien de 1946, la monarchie italienne a été abolie, associée aux privations de la guerre et à la domination fasciste. Contrairement à l'Allemagne et au Japon, aucun tribunal pour crimes de guerre n'a été tenu contre les dirigeants militaires et politiques italiens ; pourtant certains d'entre eux (comme Mussolini) ont été exécutés sommairement par la résistance italienne à la fin de la guerre.

## Controverses de l'historiographie
Les rapports de presse alliés sur les prouesses militaires italiennes pendant la Seconde Guerre mondiale étaient pour la majeure partie du temps méprisants. La propagande britannique en temps de guerre annonça la destruction de la 10e armée italienne par une force britannique beaucoup plus petite au cours de la première phase de la campagne d'Afrique du Nord,. La propagande de cet effondrement italien, qui visait à remonter le moral des Britanniques pendant une période sombre de la guerre, laissa une impression durable. Les exploits ultérieurs de Rommel et les récits allemands des événements ont eu tendance à dénigrer leurs alliés italiens et à minimiser leurs contributions ; ces récits allemands ont été utilisés comme source principale du côté de l'Axe par les historiens de langue anglaise après la guerre,. Kenneth Macksey écrivit en 1972 qu'après la scission de l'État italien et le renforcement de l'Italie fasciste par les troupes allemandes, « les Britanniques ont chassé le poulet italien que pour laisser entrer l'aigle allemand », par exemple,.
James Sadkovich, Peter Haining, Vincent O'Hara, Ian Walker et d'autres ont tenté de réévaluer la performance des forces italiennes. De nombreux auteurs précédents n'utilisaient que des sources allemandes ou britanniques, sans tenir compte des sources italiennes, gênées par la traduction en anglais de quelques sources italiennes. Les rapports britanniques contemporains ont ignoré une action à Bir el Gobi, où le bataillon Giovani Fascisti entrava la 11e brigade d’infanterie indienne et détruisit des dizaines de chars de la 22e brigade blindée. Sadkovich, Walker et d'autres trouvèrent des exemples d'actions où les forces italiennes furent efficaces, mais rarement évoquées par la plupart des historiens,. Au cours de la campagne tunisienne, où des unités italiennes furent impliquées dans la plupart des rencontres, telles que Kasserine Pass, Mareth, Akarit et Enfidaville, le général Alexander observa : « ...les Italiens se sont particulièrement bien battus, surpassant les Allemands conformément à leur doctrine ». Rommel concéda également des éloges à plusieurs reprises,.
Dans certains cas, des erreurs allemandes furent imputées aux Italiens, ou les Allemands les laissèrent dans des situations désespérées où l'échec était inévitable. Les conseils allemands douteux, les promesses non tenues et les manquements à la sécurité ont eu des conséquences directes lors de la bataille du cap Matapan, de la guerre des convois et de l'Afrique du Nord. Selon Sadkovich, Rommel battait souvent en retraite, laissant les unités d'infanterie immobiles exposées, retirait les unités allemandes pour repos même si les Italiens avaient également combattu, privait les Italiens de leur part des biens capturés, ignorait les renseignements italiens, reconnaissait rarement les succès italiens et fit preuve de réticence à la formulation d'une stratégie commune,. Alan J. Levine, un auteur ayant également beaucoup travaillé d'après des sources italiennes, souligne que si les efforts des Alliés pour étouffer les lignes d'approvisionnement de Rommel ont finalement été couronnés de succès et ont joué le rôle décisif dans la victoire des Alliés en Afrique, les Italiens qui l'ont défendue, en particulier les commandants de la marine, n'étaient pas du tout faibles d'esprit ni incompétents. Il critique Rommel pour avoir ignoré les bons conseils des Italiens pendant l'opération Crusader (bien que présentant généralement une image positive du maréchal). De plus, en passant en revue le travail de Sadkovitch La marine italienne pendant la Seconde Guerre mondiale, il lui reproche d'être peu fiable et recommande plutôt Bragadin et l'histoire officielle italienne. À la suite du livre George C. Marshall de 2011 Histoire militaire - Certains mythes de la Seconde Guerre mondiale, Gerhard L. Weinberg se plaignit des « dénigrement beaucoup trop nombreux au sujet des performances des forces italiennes pendant le conflit ».

En outre, malgré les allégations de propagande en temps de guerre, la « lâcheté » italienne (désertion) ne semble pas être plus répandue que le niveau moyen observé dans les autres armées ayant combattu entre 1939 et 1945. Ian Walker écrivit : 

« ...il est peut-être plus simple de se demander qui est le plus courageux dans les situations suivantes : l'italien carristi, qui part au combat dans un char M14 obsolète contre des blindés ennemis supérieurs et des canons antichars, sachant qu'ils peuvent facilement pénétrer son fragile blindage à une distance où son propre petit canon aura peu d'effet; quand de l'autre côté, le soldat allemand ou britannique, qui se bat respectivement dans un Panzer IV ou Sherman contre une opposition ennemie équivalente, sait qu'il peut rivaliser dans les mêmes conditions ; le soldat britannique qui se bat dans un Sherman contre des blindés italiens inférieurs et des canons antichars, est conscient qu'il peut les détruire à des portées où il se sait intouchable. Il semble clair que, selon leur devise Ferrea Mole, Ferreo Cuore, les carristi italiens avaient vraiment des « cœurs de fer » ; tout en étant conscient qu'au fur et à mesure de la guerre, leurs « coques de fer » les laisseraient de plus en plus tomber. »

— Walker
Les problèmes qui ressortent à la grande majorité des historiens concernent la stratégie et l'équipement italiens. L'équipement italien n'était, en général, pas à la hauteur des armées alliées ou allemandes. Un compte rendu de la défaite de la 10e armée italienne nota que la qualité incroyablement médiocre des obus d'artillerie italiens sauva la vie de nombreux soldats britanniques. Plus important encore, ceux-ci manquaient d'équipements de toutes sortes en quantités adéquates et leur haut commandement ne prit aucune mesure nécessaire pour planifier la plupart des éventualités. Cela aggravé par l'attribution par Mussolini de favoris politiques sans réserve à des postes clés. En outre, Mussolini surestima considérablement la capacité des militaires italiens à certains moments clefs, les envoyant dans des situations où l'échec fut plus que probable, comme l'invasion de la Grèce.
Les historiens discutent depuis longtemps sur le pourquoi de l'inefficacité de l'armée italienne et son régime fasciste sur l'activité qu'était la guerre, alors au cœur de leur identité. Selon MacGregor Knox, l'explication résulte « avant tout d'un échec de la culture militaire et des institutions militaires italiennes ». James Sadkovich donne l'interprétation la plus charitable des échecs italiens, blâmant l'équipement inférieur, la sur-extension et les rivalités inter-services. Ses forces avaient « plus que leur part de handicaps ». Donald Detwiler conclut que « l'entrée de l'Italie dans la guerre a montré très tôt ses défaillances, sa force militaire n'étant qu'une coquille creuse. Les échecs militaires de l'Italie contre la France, la Grèce, la Yougoslavie et sur les théâtres de guerre africains ont fortement ébranlé le nouveau prestige de l'Italie ».

### Historiographie
- A. Hill, A. Timm et Elicia Giannone, Cultural Disparity and the Italo-German Alliance in the Second World War, University of Calgary, 2015 (OCLC 927421635, lire en ligne)
- Sadkovich, James J. "Understanding Defeat: Reappraising Italy's Role in World War II," Journal of Contemporary History (1989) 24#1 pp. 27–61 online a guide to the Italian and English scholarship